# Анна Болейн
А́нна Боле́йн (англ. Anne Boleyn, інколи англ. Anne Bullen; 1501 або 1507 — 19 травня 1536)— королева-консорт Англії (з 29 травня 1533 по 17 травня 1536). Друга дружина Генріха VIII (з 25 січня 1533), мати Єлизавети I. Анна Болейн була ключовою фігурою в політичних і релігійних потрясіннях, які ознаменували початок Англійської реформації.
Після сфабрикованих обвинувачень у подружній зраді та в спробі замаху на короля засуджена і страчена у віці 29 або 35 років.

## Історичне значення
Оскільки Папа Римський Климент VII не хотів анульовувати шлюб короля з Катериною Арагонською, Генріх VIII відрікся від римо-католицької церкви; у той же час англійська церква взагалі відділилася, щоб дозволити цей шлюб. Розлучення короля з Катериною Арагонською сталося проти папського рішення. Це ілюструє початок англійської реформації, тобто відділення англійської національної церкви, кінець впливу папства, який існував з VI століття, на королівські шлюби та розлучення в межах Англіканської церкви (англійської). Генріх став пізніше головою англіканської церкви, щоб самостійно вирішувати усі питання стосовно релігії.
Тому шлюб Генріха та Анни Болейн вплинув не лише на релігійні думки, а ще й на вихід англомовних країн з-під політичного впливу римо-католицької церкви. Суперечливе питання легітимності шлюбу Генріха VIII у ті часи також було важливе з точки зору монархії, адже спадкоємцями англійського престолу могли бути лише законні (народжені у визнаному шлюбі) діти Генріха VIII, тоді як діти англійського монарха, народжені поза визнаним Церквою шлюбом, офіційно вважалися бастардами, а отже слідували в праві спадкування престолу після законних дітей.

## Ранні роки

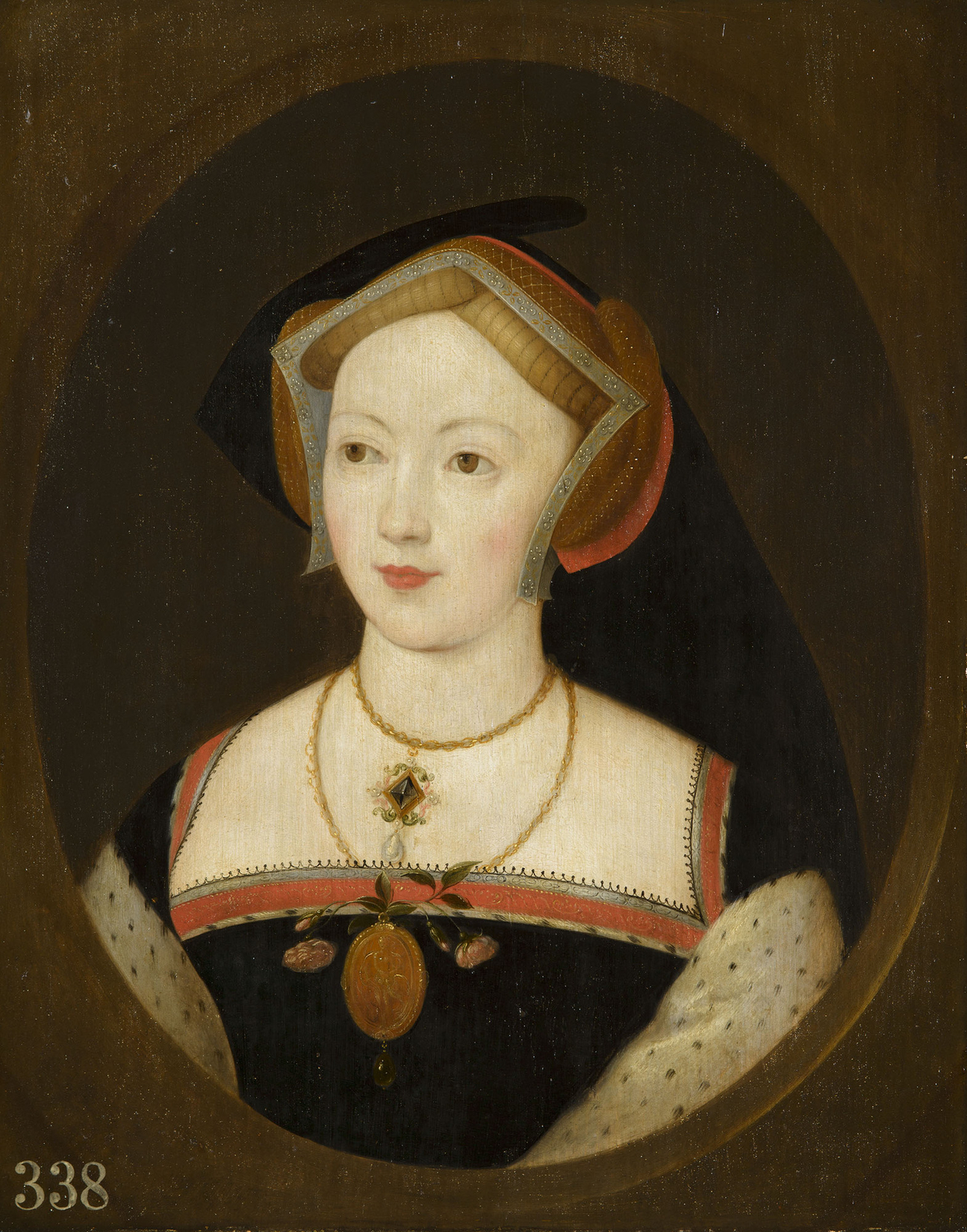
Марія Болейн, старша сестра Анни

Анна Болейн народилася у 1501 або 1507 році (точна дата народження невідома) у сім'ї Томаса Болейна, пізніше графа Вілтшира і графа Ормонда, і його дружини Єлизавети Говард.
Мала сестру Марію (близько 1499 — 19 липня 1543), яка згодом теж була коханкою Генріха VIII та брата Болейн Джорджа (бл. 1504 — 17 травня 1533), який був звинувачений у інцесті з Анною та замаху на короля і страчений за два дні до страти Анни.
Серед родичів Анни були Говарди, одна з видатних родин Англії; серед предків Анни був англійський король Едуард I. За словами Еріка Айвза, британського історика і юриста, вона, безумовно, була більш знатного походження, ніж Джейн Сеймур та Катерина Парр, інші дружини Генріха VIII.
Рання освіта Анни була типовою для жінок її класу. У 1513 році її запросили приєднатися до школи Маргарити Австрійської та її чотирьох підопічних. Її академічна освіта обмежувалася арифметикою, сімейною генеалогією, граматикою, історією, читанням, орфографією та письмом. Вона також розвивала домашні навички, такі як танці, вишивання, хороші манери, ведення домашнього господарства, музика, рукоділля та спів. Анна навчилася грати в такі ігри, як карти, шахи та кості. Вона також навчалася стрільби з лука, соколиного полювання, верхової їзди та полювання.

### Нідерланди та Франція

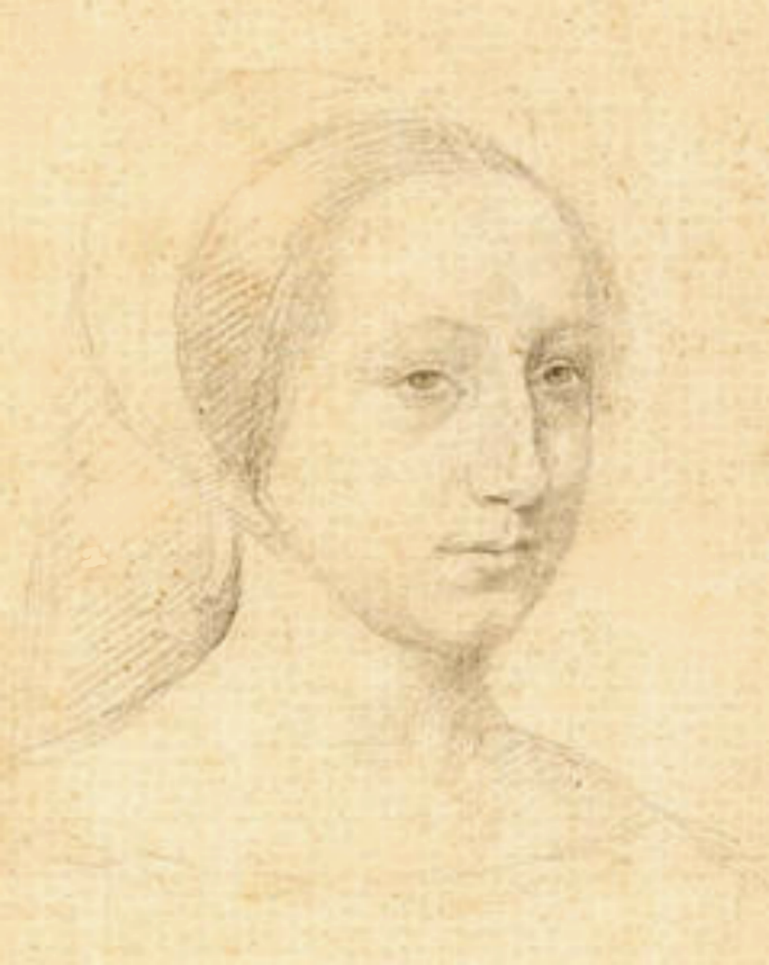
Клавдія I, королева-консорт Франції

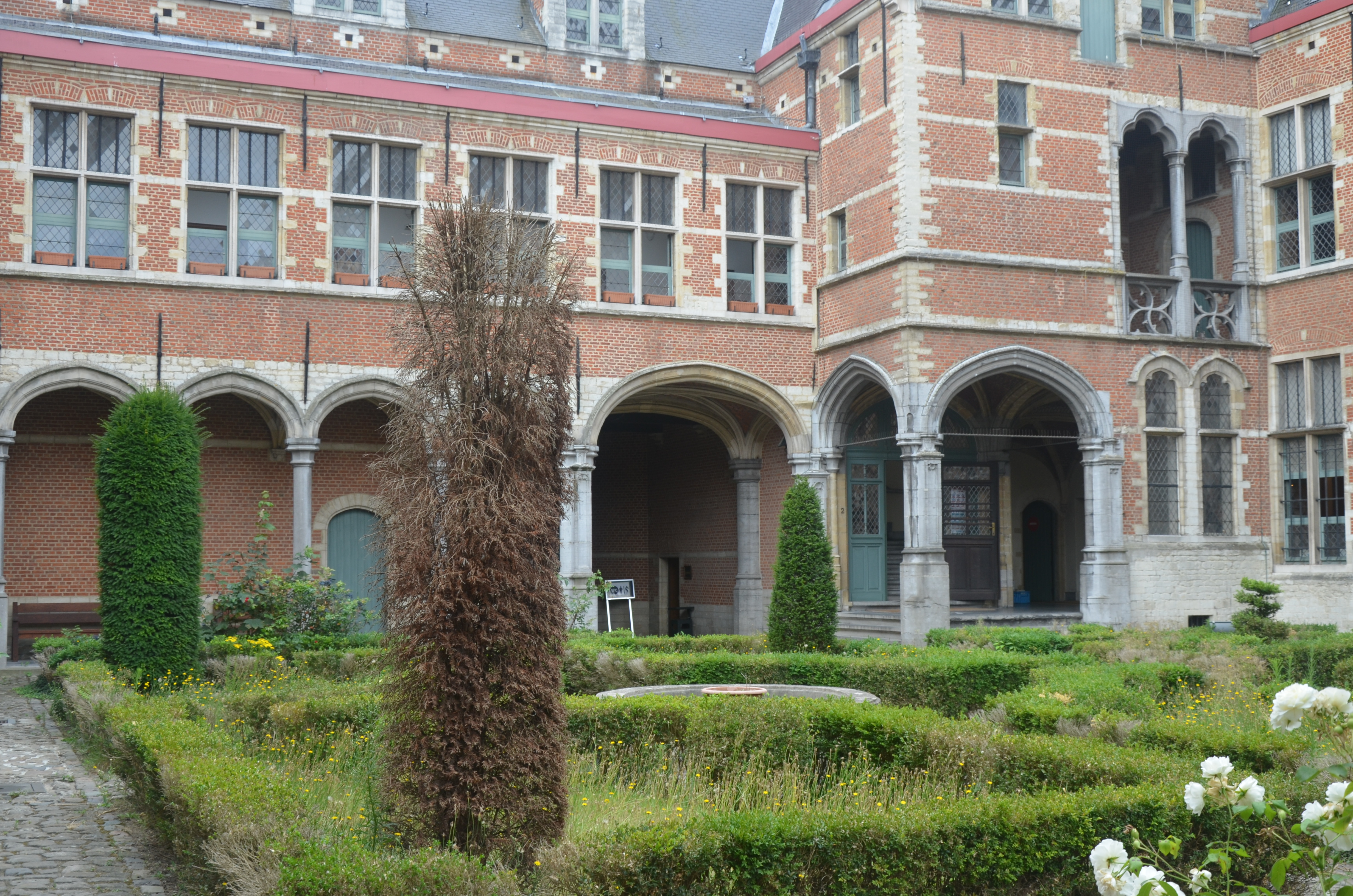
Внутрішній двір Савойї, Мехелен

Батько Анни продовжив дипломатичну кар'єру за часів Генріха VIII. У Європі його чарівність завоювала багатьох шанувальників, у тому числі Маргариту Австрійську, доньку Максиміліана I, імператора Священної Римської імперії. Протягом цього періоду Маргарита правила Нідерландами від імені свого племінника Карла і була настільки вражена батьком Анні, що запропонувала його дочці Анні місце у своєму домі. Зазвичай дівчині мало бути 12 років, щоб мати таку честь, але Анна скоріше за все була молодшою, оскільки Маргарет ніжно називала її «La petite Boulin» (Маленька Болейн).
Анна справила гарне враження в Нідерландах своїми манерами та старанністю; Маргарита повідомила, що вона добре говорила та була приємною для свого юного віку, і сказала Томасу, що його донька була «настільки презентабельною та такою приємною, враховуючи її юний вік, що я більше вдячна тобі за те, що ти послав її до мене, ніж ти мені». Анна залишалася при Савойському дворі в Мехелені з весни 1513 року, поки її батько не влаштував їй відвідування сестри Генріха VIII Марії, яка збиралася стати дружиною короля Франції Людовика XII у жовтні 1514 року.
У Франції Анна була фрейліною королеви Марії, а потім 15-річної падчерки Марії королеви Клавдії, з якою вона прожила майже 7 років. У родині королеви вона завершила вивчення французької мови та розвинула інтерес до мистецтва, моди, ілюстрованих рукописів, літератури, музики, поезії та релігійної філософії. Айвз стверджує, що своїм євангелізмом вона «завдячувала Франції», вивчала «реформістські книги» та переклад Жака Лефевра французькою мовою Біблії та послань Павла. Вона також отримала знання про французьку культуру, танці, етикет, літературу, музику та поезію; і набула досвіду флірту та куртуазного кохання. Хоча всі знання про досвід Анни при французькому дворі є припущеннями, навіть Айвз припускає, що вона, ймовірно, познайомилася з сестрою короля Франциска I, Маргаритою Наваррською, покровителькою гуманістів і реформаторів. Маргарита Наваррська також була письменницею, і її твори містять елементи християнського містицизму та реформ, що межували з єрессю, хоча її захищав статус улюбленої сестри французького короля. Можливо, вона або її оточення заохочували інтерес Анни до релігійної реформи, а також до поезії та літератури. Освіта Анни у Франції підтвердила себе в наступні роки, надихнувши багато нових тенденцій серед жінок і придворних Англії. Можливо, це зіграло важливу роль у підштовхуванні їхнього короля до розриву Англії з папством. Вільям Форрест, автор сучасної поеми про Катерину Арагонську, похвалив Анну за «неперевершену» майстерність танцюристки. «Тут», писав він, «була свіжа молода дівчина, яка могла спіткнутися і піти далі».

## При дворі Генріха VIII: 1522—1533

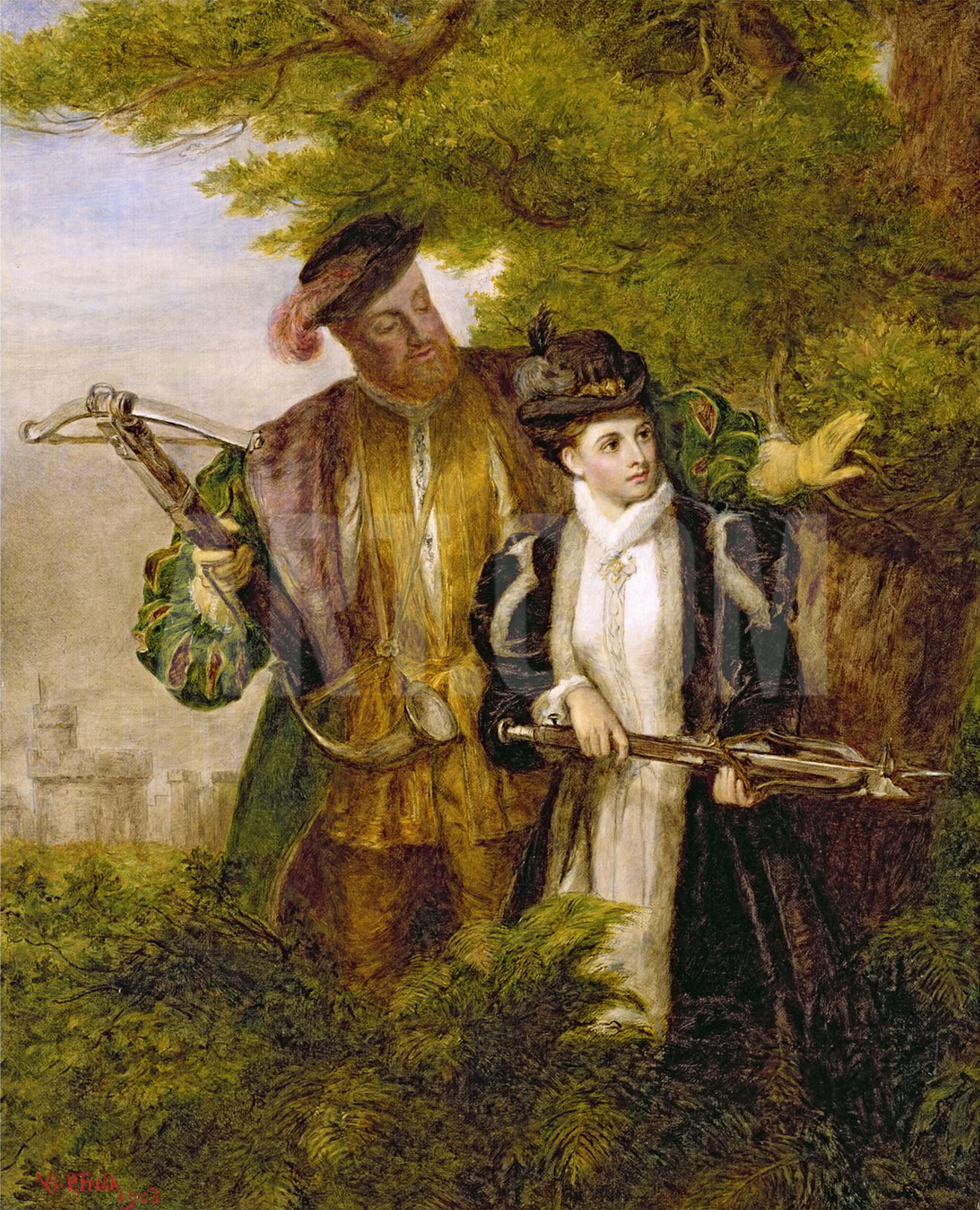
Король Генріх і Анна Болейн під час полювання на оленів у Віндзорському лісі (Вільям Павелл Фрайт, 1903)

Анна Болейн була відкликана, щоб стати дружиною свого ірландського двоюрідного брата Джеймса Батлера, на кілька років старшого за неї, який жив при англійському дворі. Шлюб мав на меті вирішити суперечку щодо титулу та маєтків графства Ормонд. 7-й граф Ормонд помер у 1515 році, залишивши своїх дочок, Маргарет Болейн і Анну Сент-Легер, як співспадкоємиць. В Ірландії праправнук третього графа, сер Пірс Батлер, оскаржив заповіт і сам претендував на титул графа. Він уже володів замком Кілкенні, родовою резиденцією графів. Сер Томас Болейн, будучи сином старшої доньки, вважав, що титул належним чином належить йому, і запротестував своєму шурину, герцогу Норфолкському, який поговорив із королем про це. Генріх, побоюючись, що суперечка може розпалити громадянську війну в Ірландії, намагався вирішити проблему шляхом укладення союзу між сином Пірса Джеймсом і Анною Болейн. Вона принесе свій спадок Ормонда як посаг і таким чином припинить суперечку. План закінчився провалом, можливо, через те, що сер Томас сподівався на величніший шлюб для своєї доньки або тому, що він сам жадав титулів. Якою б не була причина, шлюбні переговори повністю припинилися. Пізніше Джеймс Батлер одружився з леді Джоан Фіцджеральд, донькою та спадкоємицею Джеймса Фіцджеральда, 10-го графа Дезмонда та Емі О'Браєн.
Марія Болейн, старша сестра Анни Болейн, була відкликана з Франції наприкінці 1519 року, нібито для того, щоб покласти край її романам із французьким королем та його придворними. Вона стала дружиною Вільяма Кері, дрібного дворянина, у лютому 1520 року в Гринвічі в присутності Генріха VIII. Незабаром Марія стала коханкою англійського короля. Історики заперечують батьківство Генріха VIII щодо одного чи обох дітей Марії Болейн, народжених під час цього шлюбу. Книга Елісон Вейр «Генріх VIII: Король та його двір» ставить під сумнів батьківство Генрі Кері; доктор Г. В. Бернард («Реформація короля») і Джоанна Денні («Анна Болейн: Нове життя трагічної королеви Англії») стверджують, що Генріх VIII був батьком. Генріх не визнав жодної дитини, але він визнав свого позашлюбного сина Генрі Фіц-Роя від Елізабет Блаунт, леді Телбойз.
Будучи дочкою придворного Томаса Болейна, до Нового 1522 року Анна отримала посаду при королівському дворі, фрейліною королеви Катерини. Вона публічно дебютувала на придворному заході на виставі Château Vert (Зелений замок) на честь імператорських послів 4 березня 1522 року, зігравши «Наполегливість» (одну з танцюристок у виставі, третю за старшинством після сестри Генріха Марії та Гертруди Кортні, маркізи Ексетерської). Усі носили сукні з білого атласу із золотою вишивкою. Вона швидко зарекомендувала себе як одна з найстильніших і найдосконаліших жінок при дворі, і незабаром за неї змагалися кілька молодих чоловіків.
Варніке пише, що Анна Болейн була «ідеальною придворною жінкою… її карета була витонченою, а її французький одяг був приємним і стильним; вона танцювала з легкістю, мала приємний співочий голос, добре грала на лютні та кількох інших музичних інструментах і вільно розмовляла французькою… Чудова, розумна, кмітлива молода дворянка… яка спочатку залучала людей до розмови з нею, а потім веселила і розважала їх. Одним словом, її енергія та життєва сила робили її центром уваги на будь-якому світському зібранні» Біограф Генріха VIII Дж. Дж. Скарісбрік додає, що Анна «насолоджувалася» увагою, яку їй приділяли її шанувальники.
У цей час до Анни залицявся Генріх Персі, син графа Нортумберлендського, і вона уклала з ним таємні заручини. Джентльмен-ашер Томаса Волсі, Джордж Кавендіш, стверджував, що вони не були коханцями. Роман перервався, коли батько Персі відмовився підтримати їх заручини. За словами Кавендіша, Анну відправили з двору в сільські маєтки її родини, але невідомо, на скільки. Після повернення до двору вона знову вступила на службу до Катерини Арагонської. Персі був одружений з леді Мері Телбот, з якою він був заручений з підліткового віку.
До того, як стати дружиною Генріха VIII, Анна подружилася з сером Томасом Ваєттом, одним із найвидатніших поетів епохи Тюдорів. У 1520 році Ваєтт одружився з Елізабет Кобхем, яку, за багатьма словами, він не обирав у дружини. У 1525 році Ваєтт звинуватив свою дружину в подружній зраді та розлучився з нею. До речі, історики вважають, що саме цього року посилився його інтерес до Анни. У 1532 році Ваєтт супроводжував королівське подружжя до Кале.
У 1526 році Генріх VIII закохався в Анну і почав її переслідувати. Анна вміло грала у придворну любовну гру, яка часто відбувалася в передпокоях. Можливо, саме так вона привернула увагу Генріха, який також був досвідченим гравцем. Анна чинила опір спробам Генріха спокусити її, відмовляючись стати його коханкою, і часто покидала двір, щоб усамітнитися в замку Хевер. Але через рік він запропонував їй шлюб, і вона погодилася. Обидва припускали, що анулювання попереднього шлюбу можна отримати протягом кількох місяців. Немає доказів того, що вони вступали в сексуальні стосунки незадовго до одруження. Любовні листи Генріха до Анни свідчать про те, що їхній роман не був «повноцінним» протягом більшої частини їхнього семирічного залицяння.

## Анулювання шлюбу Генріха

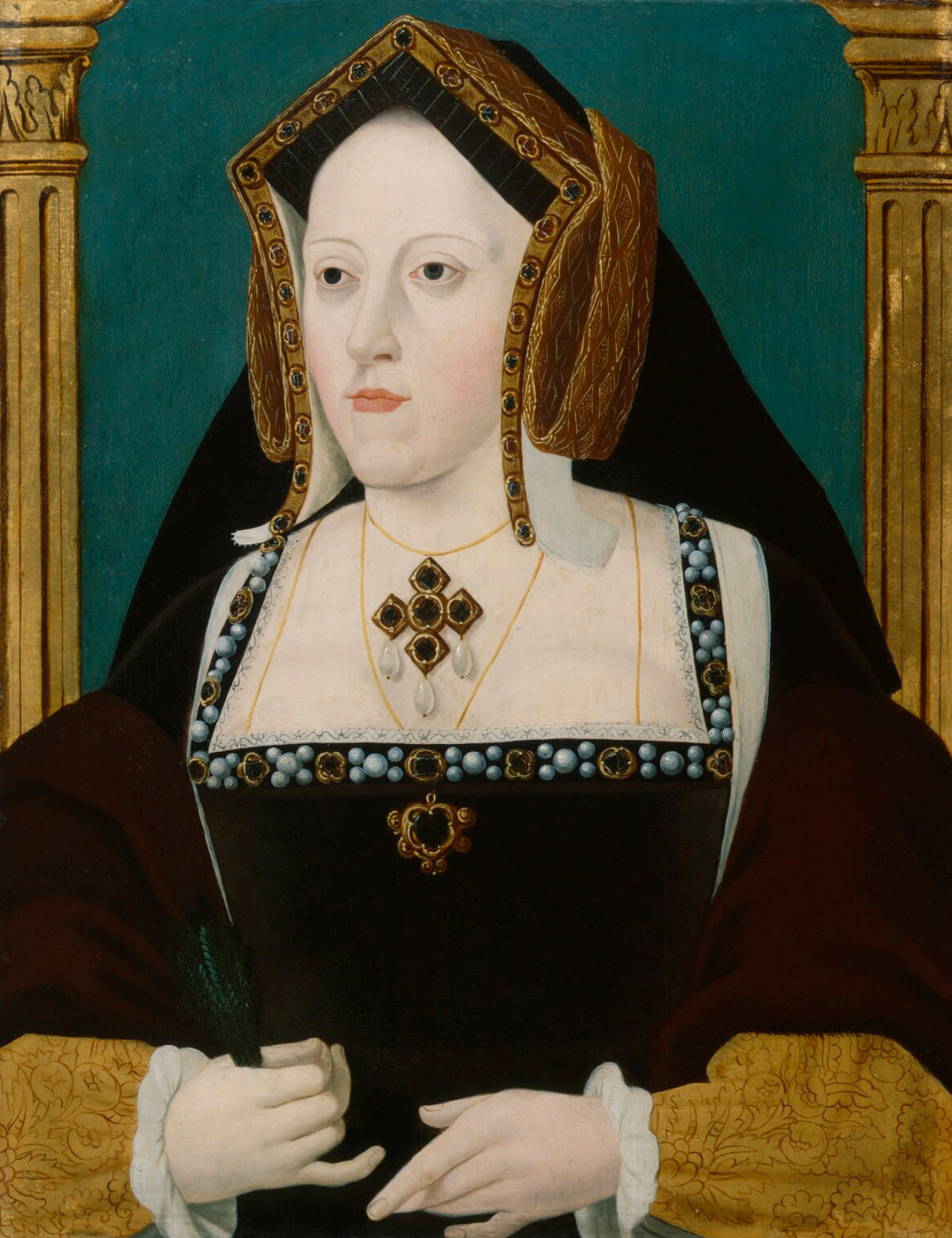
Катерина Арагонська, перша дружина Генріха VIII

Цілком імовірно, що Генріх думав про анулювання шлюбу (а не про розлучення, як прийнято вважати) набагато раніше, оскільки він сильно бажав спадкоємця чоловічої статі, щоб забезпечити представників Тюдорів на троні. До того, як Генріх VII зійшов на престол, Англія була охоплена громадянською війною через конкуруючі претензії на корону, і Генріх VIII хотів уникнути подібної невизначеності щодо престолонаслідування. У них з Катериною не було живих синів: усі діти Катерини, крім Марії, померли в дитинстві. Катерина вперше приїхала до Англії, щоб бути нареченою брата Генріха Артура, який помер незабаром після їхнього одруження. Оскільки Іспанія та Англія все ще бажали союзу, Папа Юлій II надав дозвіл на їхній шлюб на тій підставі, що Катерина була «можливо» ще цнотливою.
Катерина і Генріх одружилися в 1509 році, але згодом він став сумніватися в дійсності шлюбу, стверджуючи, що неспроможність Катерини народити спадкоємця була ознакою Божого невдоволення. Його почуття до Анни та її відмова стати його коханкою, ймовірно, сприяли рішенню Генріха, що жоден папа не має права скасовувати Біблію. Це означало, що він жив у гріху з Катериною, хоча Катерина гаряче заперечувала це і відмовлялася визнавати, що її шлюб з Артуром був «повноцінним». Це також означало, що його дочка Марія була бастардом, і що новий папа (Климент VII) мав би визнати помилку попереднього папи та анулювати шлюб. Пошуки Генріха засобів для анулювання шлюбу стали евфемістично відомими як «велика справа короля».
Анна побачила можливість у закоханості Генріха. Вона вирішила, що впаде у його обійми лише як його визнана королева. Вона почала займати своє місце біля нього в політиці та державі, але ще не в його ліжку.
Вчені та історики дотримуються різних думок щодо того, наскільки глибокою була прихильність Анни до Реформації, наскільки вона була, можливо, лише особисто амбітною та наскільки вона мала стосунок до непокори Генріха папській владі: Айвз, Марія Доулінг і Джозеф С. Блок (Каліфорнійський державний політехнічний університет) входять до числа тих, хто вважають, що вона була «відданою євангелісткою, яка прагнула реформ», тоді як Ворніке та Джордж Бернард вважають, що її релігійні переконання були «традиційними». Біограф Джордж Ваєтт писав, спираючись на неофіційні свідчення колишньої фрейліни Анни Гейсфорд, що Анна звернула увагу Генріха на єретичний памфлет, можливо, Тіндейла «Послух християнського чоловіка» або Саймона Фіша під назвою «Благання», який закликав монархів приборкати злі ексцеси католицької церкви. Вона прихильно ставилася до тих, хто прагнули подальшої реформації Церкви, і активно захищала вчених, які працювали над англійськими перекладами Святого Письма. За словами Марії Доулінг, «Анна намагалася навчити своїх фрейлін побожності до Святого Письма» і, як вважається, докоряла своїй двоюрідній сестрі Мері Шелтон за те, що "в її молитовнику були написані «пусті вірші».
У 1528 році пітниця спалахнула дуже гостро. У Лондоні смертність була великою, і двір розігнали. Генріх покинув Лондон, часто змінюючи місце проживання; Анна Болейн поїхала до резиденції Болейнів у замку Хевер, але все одно заразилася хворобою; її зять, Вільям Кері, помер. Генріх послав свого лікаря в замок Хевер, щоб доглядати за Анною, і незабаром після цього вона видужала.
Генріх незабаром був поглинений забезпеченням згоди Катерини на анулювання шлюбу. Він покладав свої надії на пряме звернення до Святого Престолу, діючи незалежно від Волсі, якому він спочатку нічого не повідомляв про свої плани. У 1527 році Вільяма Найта, секретаря короля, було направлено до папи Климента VII, щоб подати позов про анулювання шлюбу Генріха з Катериною на тій підставі, що розпорядча булла Юлія II, яка дозволила йому одружитися з вдовою свого брата, Катериною, була отримана на основі неправдивих свідчень. Генріх також подав прохання, якщо він стане вільним, про звільнення від укладення нового шлюбу з будь-якою жінкою навіть із першим ступенем спорідненості, незалежно від того, чи цей зв'язок був законним чи незаконним. Це явно стосувалося Анни.
Оскільки Климент на той час був у полоні Карла V, імператора Священної Римської імперії, в результаті пограбування Рима в травні 1527 року, Найт мав деякі труднощі з отриманням дозволу. Зрештою йому довелося повернутися з умовним дозволом, який, наполягав Волсі, був технічно недостатнім. Тоді у Генріха не було іншого вибору, як віддати свою важливу справу в руки Волсі, який зробив усе можливе, щоб забезпечити рішення на користь Генріха. Він навіть зайшов так далеко, що скликав церковний суд в Англії зі спеціальним емісаром, Лоренцо Кампеджо, від імені Климента, щоб вирішити справу. Але Климент не уповноважував свого заступника приймати рішення. Він все ще був заручником Карла V, а Карл V був лояльним до своєї тітки Катерини. Папа заборонив Генріху укладати новий шлюб, доки рішення не буде прийнято в Римі, а не в Англії. Переконавшись, що Волсі прихильний Папі, а не Англії, Анна, а також численні вороги Волсі, домоглися його звільнення з державної посади в 1529 році. Кавендіш, камергер Волсі, писав, що слуги, які обслуговували короля та Анну під час обіду в 1529 році, у Ґрафтоні почули, як вона сказала, що ганьба, яку Волсі приніс королівству, коштувала б голови будь-якому іншому англійцю. Генріх відповів: «Чому ж тоді я відчуваю… ти не друг кардинала». Нарешті Генріх погодився на арешт Волсі на підставі прамуніра. Якби не його смерть від хвороби в 1530 році, Волсі могли б стратити за державну зраду. У 1531 році (за два роки до одруження Генріха з Анною) Катерину вигнали з двору, а її кімнати передали Анні.
Громадська підтримка залишилася за Катериною. Одного вечора, восени 1531 року, Анна обідала в маєтку на річці Темзі, і її мало не схопив натовп розлючених жінок. Анні ледве вдалося втекти на човні.
Коли архієпископ Кентерберійський Вільям Ворхем помер у 1532 році, капелана родини Болейнів, Томаса Кранмера, було призначено на посаду зі схвалення Папи.
У 1532 році Томас Кромвель подав до парламенту низку актів, у тому числі Суплікацію проти ординарів і Покірність духовенства, які визнавали верховенство королівства над церквою, таким чином завершивши розрив з Римом. Після цих дій Томас Мор пішов у відставку з посади канцлера, залишивши Кромвеля головним міністром Генріха.

### Роль до шлюбу і шлюб

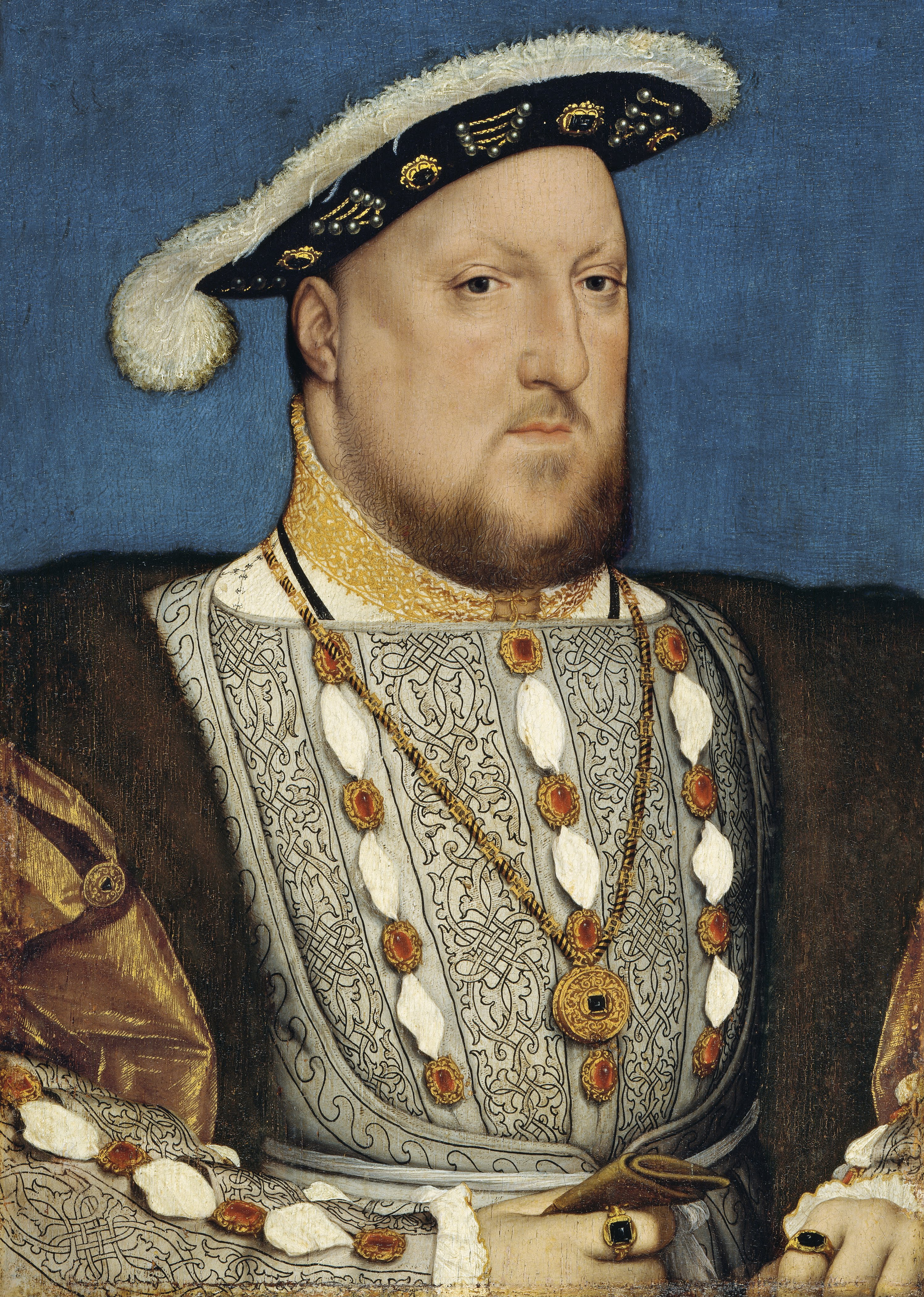
Генріх VIII (Ганс Гольбейн Молодший, бл. 1537)

Ще до свого шлюбу Анна Болейн могла задовольняти петиції, приймати дипломатів і надавати патронат, а також мала вплив на Генріха VIII, щоб захищати справу іноземних дипломатів.
У цей період Анна відіграла важливу роль у міжнародному становищі Англії, зміцнивши союз із Францією. Вона встановила чудові стосунки з французьким послом Жилем де ля Поммере. 1 вересня 1532 року Генріх надав Анні маркезство Пембрукське, відповідне перство для майбутньої королеви (і, як колишня фрейліна при французькому дворі, необхідна ознака її статусу перед тим, як Анна та Генрі зустрілися з французьким королем Франциском I у Кале взимку 1532 року — Генріх сподівався заручитися громадською підтримкою Франциска для запланованого шлюбу). Інвеституру Генріх виконав сам, а де ла Поммере був почесним гостем.
Конференція в Кале стала політичним тріумфом, але попри те, що французький уряд безперечно підтримав повторне одруження Генріха, а Франциск I мав приватну бесіду з Анною, під час якої французький король підтримував союзи з Папою, які він не міг відкрито порушити.
Сім'я Анни також отримала прибуток від цих стосунків. Її батько, вже віконт Рочфорд, став графом Вілтшир. Генріх також домовився з ірландським кузеном Анни і зробив його графом Ормонд. На пишному бенкеті з нагоди піднесення свого батька Анна очолила герцогинь Саффолк і Норфолк, сидячи на почесному місці поряд з королем, яке зазвичай займала королева. Завдяки втручанню Анни її овдовіла сестра Марія отримувала щорічну пенсію в розмірі 100 фунтів стерлінгів (хоча пізніше, коли Марія вступила в шлюб вдруге, Анна мала відмінити це), а син Марії, Генріх Кері, здобув освіту в престижному жіночому монастирі Бригіток абатства Сьон. Анна влаштувала Ніколаса Бурбона, вигнаного з Франції за його підтримку релігійної реформи, бути вихователем Генріха.
Незабаром після повернення до Дувра Генріх та Анна таємно одружилися 14 листопада 1532 року. Незабаром вона завагітніла, і оскільки перше весілля на той час вважалося незаконним, друге весілля, також приватне, відповідно до прецедентів, встановлених у Королівській книзі, відбулося в Лондоні 25 січня 1533 року. У травні 1533 року Кранмер (який, за згодою Папи, був поспішно призначений на посаду архієпископа Кентерберійського, нещодавно звільненого через смерть Ворхема) засідав у спеціальному суді, скликаному в Данстейбл Пріорі, щоб винести рішення про дійсність шлюбу Генрі з Катериною. Він оголосив його недійсним. Через п'ять днів, 28 травня 1533 року, Кранмер оголосив шлюб Генріха та Анни добрим і дійсним.

## Королева Англії (1533—1536)

Герб Анни Болейн як королеви-консорта

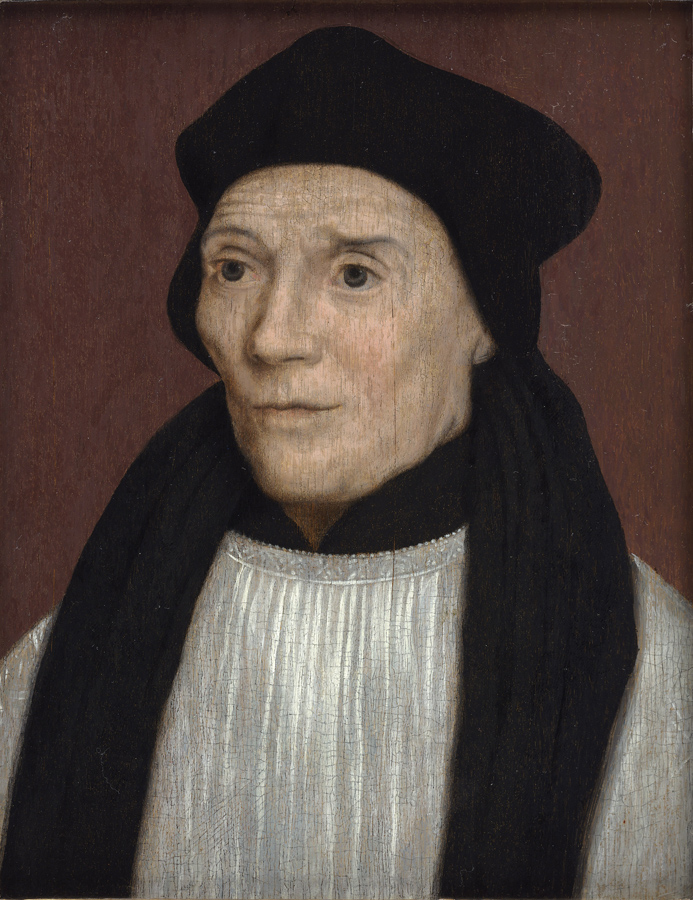
Єпископ Джон Фішер (робота Ганса Гольбейна Молодшого) відмовився визнати шлюб Генріха VIII з Анною Болейн

Катерину офіційно позбавили титулу королеви, а Анну Болейн коронували як королеву-консорта 1 червня 1533 року на пишній церемонії у Вестмінстерському абатстві з бенкетом після цього. Вона була останньою королевою-консортом Англії, коронованою окремо від свого чоловіка. На відміну від будь-якої іншої королеви-консорта, Анна була коронована короною Святого Едуарда, яка раніше використовувалася лише для коронування монархів. Історикиня Еліс Гант припускає, що це було зроблено тому, що вагітність Анни була вже помітна на той час, і вважалося, що плід чоловічої статі. Напередодні Анна взяла участь у складній процесії вулицями Лондона, сидячи на носилках із «білої тканини із золота», яка лежала на двох пальфрахах, одягнених до землі в білий дамаск, тоді як барони П'яти портів тримали балдахін із золотого полотна над її головою. За традицією вона носила біле, а на голові золотий віночок, під яким вільно звисало довге темне волосся. Реакція громадськості на її появу була прохолодною.
Тим часом палата громад заборонила будь-які апеляції до Риму та стягнула покарання прамуніра проти всіх, хто ввели папські булли в Англії. Лише тоді Папа Климент нарешті зробив крок, оголосивши про тимчасове відлучення від церкви Генріха і Кранмера. Він засудив шлюб з Анною, а в березні 1534 року оголосив шлюб з Катериною законним і знову наказав Генріху повернутися до неї. Тепер Генріх вимагав від своїх підданих принести присягу, додану до Першого акту про престолонаслідування, який фактично відкидав папську владу в юридичних питаннях і визнав Анну Болейн королевою. Тих, хто відмовилися, наприклад сера Томаса Мора, який пішов у відставку з посади лорда-канцлера, та Джона Фішера, єпископа Рочестера, розмістили в лондонському Тауері. Наприкінці 1534 року парламент оголосив Генріха «єдиним верховним главою Церкви Англії на землі». Церква в Англії тепер була під контролем Генріха, а не Риму. 14 травня 1534 року, в одному з перших офіційних актів Королівства на захист протестантських реформаторів, Анна написала листа Томасу Кромвелю, просячи його допомоги в забезпеченні того, щоб англійський купець Річард Герман був відновлений членом купців-авантюристів в Антверпені та більше не переслідувався просто тому, що він допоміг у «перекладі Нового Завіту англійською мовою». До і після своєї коронації Анна захищала і підтримувала євангелістів і тих, хто бажали вивчати Святе Письмо Вільяма Тіндейла. Вона відіграла вирішальну роль у впливі на протестантського реформатора Метью Паркера, щоб він відвідав двір як її капелан, і перед смертю довірила свою дочку піклуванню Паркера.

### Боротьба за сина

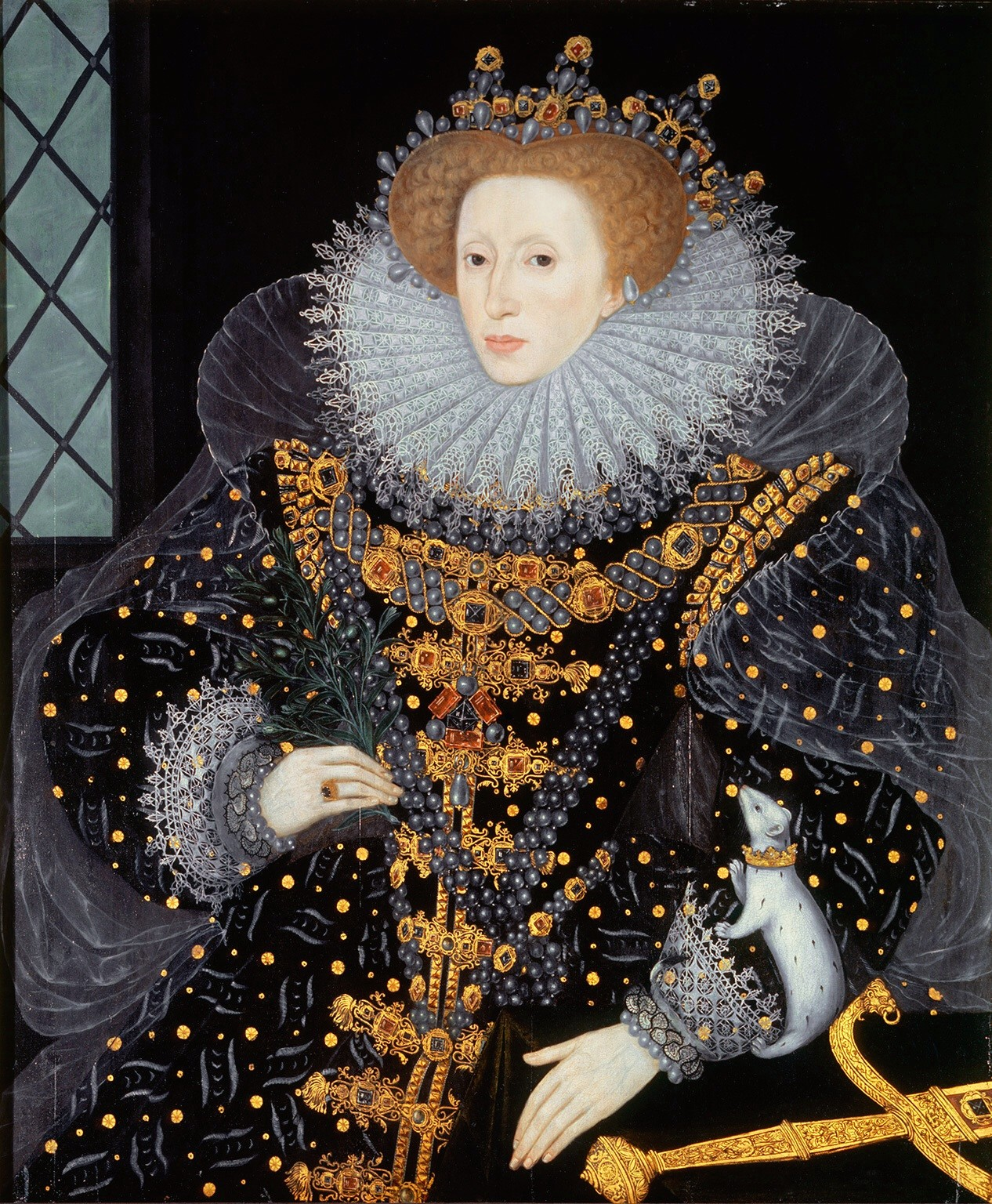
Єлизавета I, перша дитина Анни та Генріха VIII

Після своєї коронації Анна почала вести спокійну рутину в улюбленій резиденції короля, Гринвічському палаці, щоб підготуватися до пологів. 7 вересня 1533 року вона дещо передчасно народила дівчинку, яку охрестили Єлизаветою, ймовірно, на честь однієї або обох матерів: матері Анни Єлизавети Говард і матері Генріха Єлизавети Йоркської. Але народження дівчинки стало важким ударом для її батьків, які впевнено чекали хлопчика. Усі королівські лікарі та астрологи, крім одного, передбачили народження сина, і французького короля попросили стати його хрещеним батьком. Тепер у підготовлених листах, які сповіщали про народження принца, поспішно виправляли «принц» на «принцесу», а традиційний змагальний турнір за народження спадкоємця було скасовано. Маленькій принцесі влаштували чудове хрещення, але Анна побоювалася, що донька Катерини, Марія, яку позбавили титула і назвали бастардом, становить загрозу становищу Єлизавети. Генріх заспокоїв Анну, відокремивши Марію від численних слуг і відправивши її до Гетфілд-гаузу, де Єлизавета жила зі своїм численним штатом слуг, а сільське повітря вважалося кращим для здоров'я дитини. Анна часто відвідувала дочку в Гетфілді та інших резиденціях. У нової королеви було більше слуг, ніж у Катерини. Для особистих потреб вона мала понад 250 слуг, від священників до конюхів, і понад 60 фрейлін, які обслуговували та супроводжували її на світські заходи. Вона також найняла кількох священників, які виконували функції її сповідників, капеланів та релігійних радників. Одним із них був Метью Паркер, який став одним із головних архітекторів англіканської думки під час правління доньки Анни Болейн Єлизавети I.

### Боротьба з королем
Король і його нова королева насолоджувалися досить щасливим союзом з періодами спокою та прихильності. Гострий інтелект Анни, політична хватка та передові манери, хоч і бажані для коханки, у той час були неприйнятними для дружини. Якось повідомлялося, що вона розмовляла зі своїм дядьком такими словами, що «не слід звикати до собаки». Після мертвонародження сина напередодні Різдва 1534 року (24 грудня 1534) Генріх обговорював з Кранмером і Кромвелем можливість розлучення з нею без необхідності повертатися до Катерини. З цього нічого не вийшло, оскільки королівська пара помирилася і провела літо 1535 року, відвідуючи Глостер і полюючи в місцевій сільській місцевості. До жовтня Анна завагітніла знову.

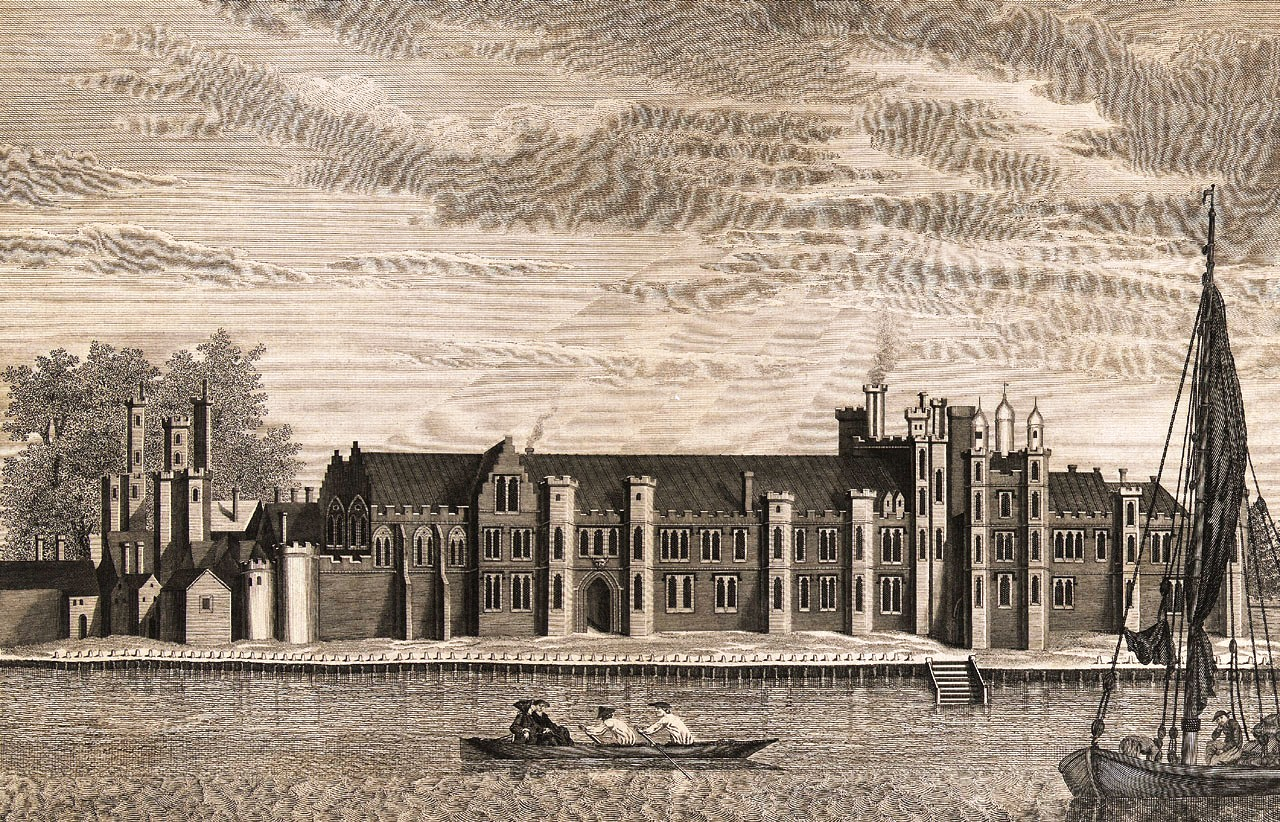
Грінвіцький палац, також відомий як Палац Плацентії малюнок XVII ст.

Анна Болейн очолювала двір у королівському домі. Вона витрачала великі гроші на сукні, коштовності, головні убори, віяла зі страусиного пір'я, спорядження для верхової їзди, меблі та оббивку, підтримуючи показний вигляд, якого вимагав її статус. Численні палаци були відреставровані, щоб задовольнити екстравагантні смаки, які вона з Генріхом розділяла. Її девізом було «Найщасливіша», а особистою домашньою твариною вона обрала білого сокола.
Анну Болейн звинувачували у тиранії Генріха, а деякі з її підданих називали її «королівською повією» або «неслухняною пайке [повією]». Громадська думка ще більше повернулася проти неї після того, як вона не народила спадкоємця чоловічої статі. Вона опустилася ще нижче після страти її ворогів Мора і Фішера.

## Падіння та страта: 1536
8 січня 1536 року звістка про смерть Катерини Арагонської дійшла до Анни та короля, який дуже зрадів цьому. Наступного дня Генріх з ніг до голови був одягнений у жовтий колір, символ радості та свята в Англії, але трауру в Іспанії, і святкував смерть Катерини урочистостями. Коли Катерина померла, Анна спробувала укласти мир з Марією. Марія відхилила увертюри Анни, можливо, через чутки, які поширювалися, що Катерину отруїли Анна або Генріх. Це почалося після того, як під час її бальзамування було виявлено, що серце Катерини почорніло. Сучасні медичні експерти сходяться на думці, що це сталося не внаслідок отруєння, а через рак серця, надзвичайно рідкісного захворювання, яке на той час не було зрозуміле.
Королева Анна, знову вагітна, усвідомлювала небезпеку, якщо їй не вдасться народити сина. Після смерті Катерини Генріх міг би одружитися без будь-якої плями незаконності. У цей час Генріх почав залицятися до однієї з фрейлін Анни, Джейн Сеймур, і нібито подарував їй медальйон із мініатюрою свого портрета. Носячи цей медальйон у присутності Анни, Сеймур почала відкривати та закривати його. У відповідь Анна зірвала медальйон із шиї Сеймур, скалічивши до крові свої пальці.
Пізніше того ж місяця король впав з коня на турнірі та знепритомнів на дві години; тривожний випадок, який, на думку Анни, призвів до її викидня, який вона пережила через п'ять днів. Іншою можливою причиною викидня був випадок, коли, увійшовши в кімнату, Анна побачила Джейн Сеймур, яка сиділа на колінах у Генріха, і розлютилася. Якою б не була причина, у день, коли Катерину Арагонську поховали в абатстві Пітерборо, в Анни стався викидень, за словами імперського посла Юстаса Шапуї, після близько трьох з половиною місяців вагітності, яка «здавалося, несла в собі дитину чоловічої статі». Шапюї прокоментував: «Вона втратила свого рятівника». На думку Шапюї, ця втрата стала початком кінця королівського шлюбу.
Враховуючи відчайдушне бажання Генріха мати сина, вагітності Анни викликали великий інтерес. Майк Ешлі припустив, що у Анни було двоє мертвонароджених дітей після народження Єлизавети і до викидня, який стався в 1536 році. Гінеколог Джон Дьюгерст дослідив ці дві вагітності — у період від народження Єлизавети (у вересні 1533 року) та серію викиднів, що відбулися після нього, включаючи викидень плода чоловічої статі на майже чотиримісячному терміні вагітності (в січні 1536 року), і припускає, що замість серії викиднів, у Анни була хибна вагітність, стан, який «…виникає у жінок, які відчайдушно прагнуть довести свою фертильність».
Коли Анна оговталася після викидня, Генріх заявив, що його спокусили одружитися за допомогою причаровування (фр. «sortileges» — «обман» або «заклинання»). Його нова фаворитка Джейн Сеймур була швидко переселена в королівські покої в Гринвічі; брат Джейн Едвард і його дружина з міркувань пристойності переїхали разом з нею. Після цього брат Анни Джордж Болейн отримав відмову в престижній нагороді Ордена Підв'язки, натомість її отримав сер Ніколас Кер'ю.

### Звинувачення в подружній і державній зраді та інцесті

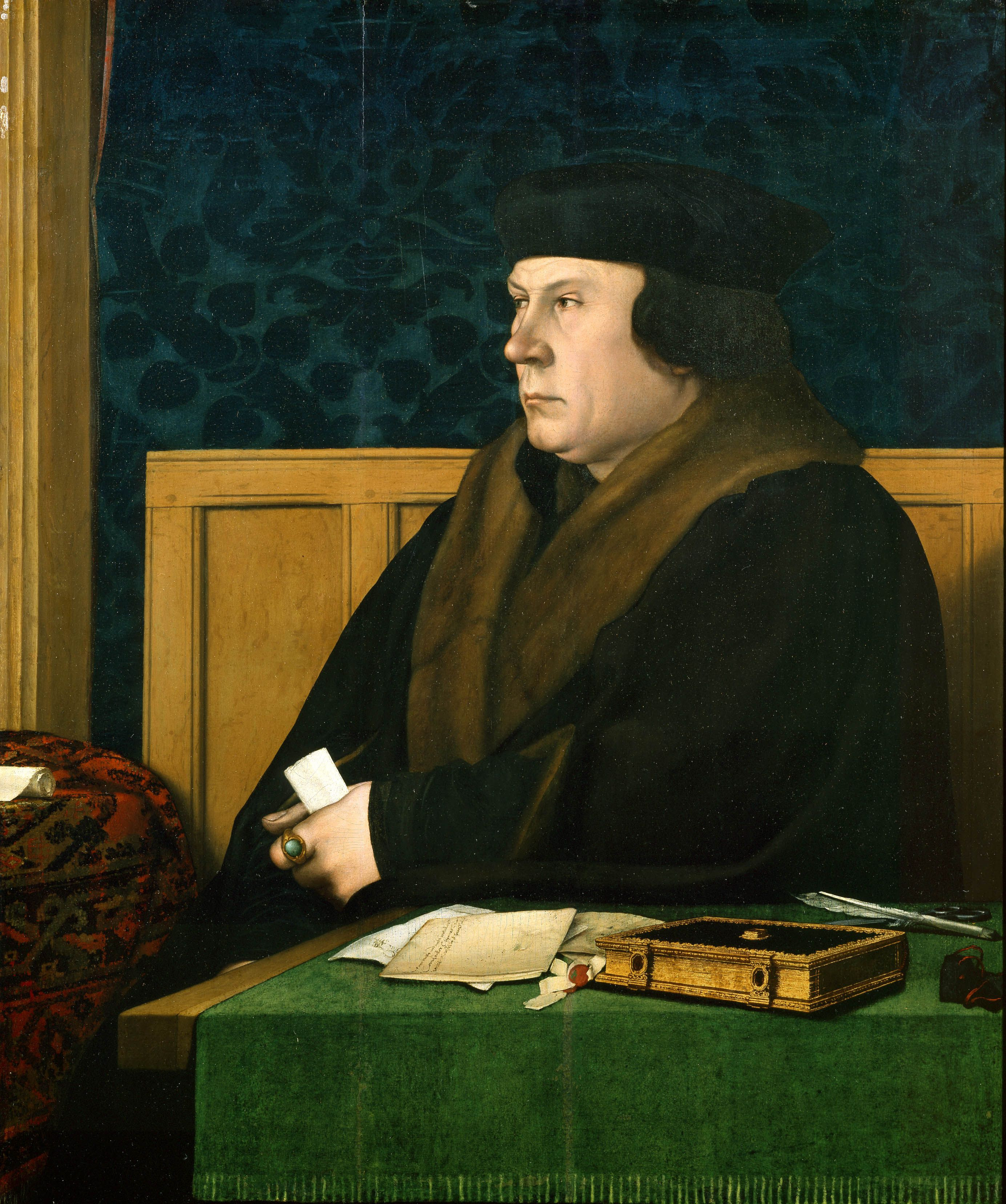
Томас Кромвель, колишній союзник Анни, з яким вона конфліктувала через зовнішню політику та перерозподіл церковних багатств (портретГанса Гольбейна Молодшого, бл. 1532)

Біограф Анни Ерік Айвз вважає, що її падіння та страта були в першу чергу організовані її колишнім союзником Кромвелем. Розмови між Шапуї та Кромвелем показують, що Кромвель є ініціатором змови з усунення Анни; докази цього можна побачити в Іспанській хроніці та в листах, написаних Шапуї до Карла V. Анна сперечалася з Кромвелем щодо перерозподілу церковних доходів і зовнішньої політики. Вона виступала за те, щоб доходи розподілялися на благодійні та освітні установи, а також виступала за французький союз. Кромвель віддавав перевагу імперському альянсу і наполягав на заповненні виснаженої скарбниці короля. З цих причин, припускає Айвз, «Анна Болейн стала головною загрозою для Томаса Кромвеля». Біограф Кромвеля Джон Шофілд, з іншого боку, стверджує, що між Анною та Кромвелем не існувало боротьби за владу і що «…ні сліду не було виявлено щодо змови Кромвеля проти Анни. Кромвель втягнувся в королівську подружню драму лише тоді, коли Генріх наказав йому взяти участь у справі». Кромвель не вигадував звинувачень у подружній зраді, хоча він та інші чиновники використовували їх для підтвердження справи Генріха проти Анни. Варніке сумнівається, чи міг Кромвель маніпулювати королем у такому питанні. Така смілива спроба Кромвеля, враховуючи обмежені докази, могла нести ризик для його посади, навіть для його життя. Сам Генріх видав важливі вказівки: його ж чиновники, включаючи Кромвеля, лише виконали їх. За сучасними стандартами результатом стала юридична пародія; однак правила того часу не були змінені для того, щоб забезпечити засудження; не було потреби втручатися в правила, які гарантували бажаний результат, оскільки закон у той час був двигуном держави, а не механізмом справедливості.
Ближче до кінця квітня фламандського музиканта на службі Анни на ім'я Марк Смітон було заарештовано. Спочатку він заперечував, що був коханцем королеви, але пізніше зізнався, можливо, після тортур або обіцянки свободи. Інший придворний, сер Генрі Норріс, був заарештований 1 травня, але, будучи аристократом, не міг бути підданий тортурам. До арешту король ставився до Норріса доброзичливо, запропонувавши йому власного коня, щоб він міг використовувати його на першотравневих святах. Здається ймовірним, що під час урочистостей короля було повідомлено про зізнання Смітона, і незабаром після цього за його наказом було заарештовано ймовірних змовників. Норріс заперечував свою провину і клявся, що королева Анна невинна; одним із найбільш згубних доказів проти Норріса була випадково підслухана розмова з Анною наприкінці квітня, де вона звинуватила його в тому, що він «часто приходив до її кімнат не для того, щоб залицятися до її фрейліни Медж Шелтон, а до неї самої». Сера Френсіса Вестона заарештували через два дні за тим же звинуваченням, як і сера Вільяма Бреретона, конюха з Таємної палати короля. Сер Томас Ваєтт, поет і друг Болейнів, який нібито був закоханий у Анну до її шлюбу з королем, також був ув'язнений за тим самим звинуваченням, але пізніше був звільнений, швидше за все, через дружбу його або його сім'ї з Кромвелем. Сера Річарда Пейджа також звинуватили в інтимних стосунках з королевою, але він був виправданий за всіма звинуваченнями після того, як подальше розслідування не змогло встановити його звлицянь до Анни. Останнім обвинуваченим був рідний брат королеви Анни, Джордж Болейн, заарештований за звинуваченням в інцесті та державній зраді. Його звинувачували у двох інцидентах інцесту: у листопаді 1535 року в Вайтголлі та наступного місяця в Елтемі.
2 травня 1536 року Анна була заарештована і доставлена в Лондонський Тауер на баржі. За словами історика та автора «Життя та смерті Анни Болейн» Еріка Айвза, ймовірно, що Анна увійшла через Придворні ворота Байвардської вежі, а не через Ворота зрадників. У Тауері вона знепритомніла, вимагаючи повідомити місцезнаходження свого батька та «солодкого братика», а також звинувачення проти неї.

У листі, який вважається її останнім написаним до Генріха, датованому 6 травня, вона написала:
Cер,
Невдоволення Вашої світлості та моє ув'язнення для мене такі дивні речі, тому, що писати чи в чому виправдовуватись, я взагалі не знаю. Тоді як Ви посилаєте до мене (бажаючи зізнатися в правді й таким чином отримати Вашу прихильність) того, про якого ви знаєте, як мого давнього визнаного ворога. Щойно я отримала від нього це повідомлення, я правильно зрозуміла ваш зміст і якщо, як Ви кажете, визнання правди справді може забезпечити мою безпеку, я з усією охотою та обов'язком виконаю Вашу вимогу.
Але нехай Ваша світлість ніколи не думає, що Ваша бідолашна дружина коли-небудь буде змушена визнати провину, навіть якщо вона не мала жодної думки про це. І, чесно кажучи, ніколи принц не мав дружини, більш відданої у виконанні всіх обов'язків і в усій щирій прихильності, ніж Ви коли-небудь знайшли в Анні Болейн: яким іменем і місцем я могла би задовольнитися, якби Бог і Ваша милість вподобала. Також я жодного разу не забувала про себе в моєму піднесенні чи у поведінці як королеви, але я завжди шукала таких змін, які я зараз знайшла; оскільки моя перевага не має надійнішої основи, ніж фантазія Вашої світлості, найменша зміна, яку я знала, була придатною та достатньою, щоб привернути цю фантазію до якогось іншого об'єкта. Ви обрали мене, з низького стану, щоб бути вашою королевою та супутницею, далеко поза межами моєї пустелі чи бажання. Якщо Ви визнали мене гідною такої честі, то, добре, Ваша милосте, нехай жодна легка фантазія чи погана рада моїх ворогів не відкликають від мене Вашої королівської милості; а також нехай ця пляма, ця негідна пляма, невірного серця до Вашої милості, ніколи не кине таку мерзенну пляму на Вашу найвідповідальнішу дружину та немовля-принцесу, вашу доньку. Випробуйте мене, добрий королю, але дайте мені законний суд, і нехай мої закляті вороги не сидять моїми обвинувачами та суддями; так, дайте мені відкритий суд, бо моя правда не боїться відкритого полум'я; тоді Ви побачите, що моя невинність буде знята, Ваші підозри та совість задоволені, ганьба та наклеп світу припинено, або моя провина буде відкрито оголошена. Щоб усе, що Бог чи Ви вирішите щодо мене, Ваша милість може бути звільнена від відкритого осуду, а моя провина настільки законно доведена, Ваша милість вільна як перед Богом, так і перед людьми, не лише виконати гідне покарання наді мною, як незаконною дружиною, але слідувати Вашій прихильності, яка вже зупинилася на цій стороні, заради якої я тепер така, якою є, чиє ім'я я вище писала, Ваша світлість не ігноруючи мою підозру в цьому. Але якщо Ви вже визначилися щодо мене, і що не тільки моя смерть, але й ганебний наклеп повинні принести Вам насолоду, Вашим бàжаним щастям; тоді я прошу Бога, щоб Він простив Ваш великий гріх у ньому, а також моїх ворогів, знаряддя його, і щоб Він не закликав Вас до суворої відповідальності за Вашу некоролівську та жорстоку поведінку зі мною, на його загальному суді, де незабаром маємо з'явитися і Ви, і я, і щодо чиєї думки я не сумніваюся (що б світ не думав про мене), моя невинність буде відкрито відома та достатньо доведена. Моє останнє і єдине прохання полягатиме в тому, щоб я могла нести лише тягар невдоволення Вашої світлості і щоб це не торкнулося невинних душ тих бідних джентльменів, які (як я розумію) також перебувають у тяжкому ув'язненні через мене. Якщо коли-небудь я знайшла прихильність у Ваших очах, якщо коли-небудь ім'я Анни Болейн було приємним для Ваших вух, тоді дозвольте мені отримати це прохання, і я піду, щоб далі турбувати Вашу світлість, з моїми щирими молитвами до Трійці, щоб Ваша милість була під Її опікою та керувала Вами в усіх Ваших діях.
З моєї сумної в'язниці в Тауері цього шостого травня.
Ваша найвідданіша і завжди вірна дружина,
Анна Болейн
Чотирьох обвинувачених судили у Вестмінстері 12 травня 1536 року. Вестон, Бреретон і Норріс публічно заявили про свою невинуватість, і лише Смітон підтримав Корону, визнавши себе винним. Через три дні Анну та Джорджа Болейн судили окремо в Лондонському Тауері перед судом із 27 однолітків. Її звинувачували в подружній та державній зраді, а також інцесті. Відповідно до Закону про державну зраду Едуарда III, подружня зрада з боку королеви була формою державної зради (через наслідки для спадкування престолу), за яку покаранням було повішення, розтягування та четвертування (для чоловіка) та спалення живцем (для жінки), але звинувачення, і особливо звинувачення в кровозмішенні, також були спрямовані на те, щоб поставити під сумнів її моральні якості. Інша форма зради, яку їй інкримінували, полягала в підготовці замаху на короля з її «коханцями», щоб пізніше вона могла одружитися з Генрі Норрісом. Колишній наречений Анни, Генрі Персі, 6-й граф Нортумберленд, був членом журі, яке одноголосно визнало Анну винною. Коли вирок був оголошений, він знепритомнів і його довелося винести із зали суду.
17 травня Томас Кранмер оголосив шлюб Анни з Генрі недійсним.

### Останні години

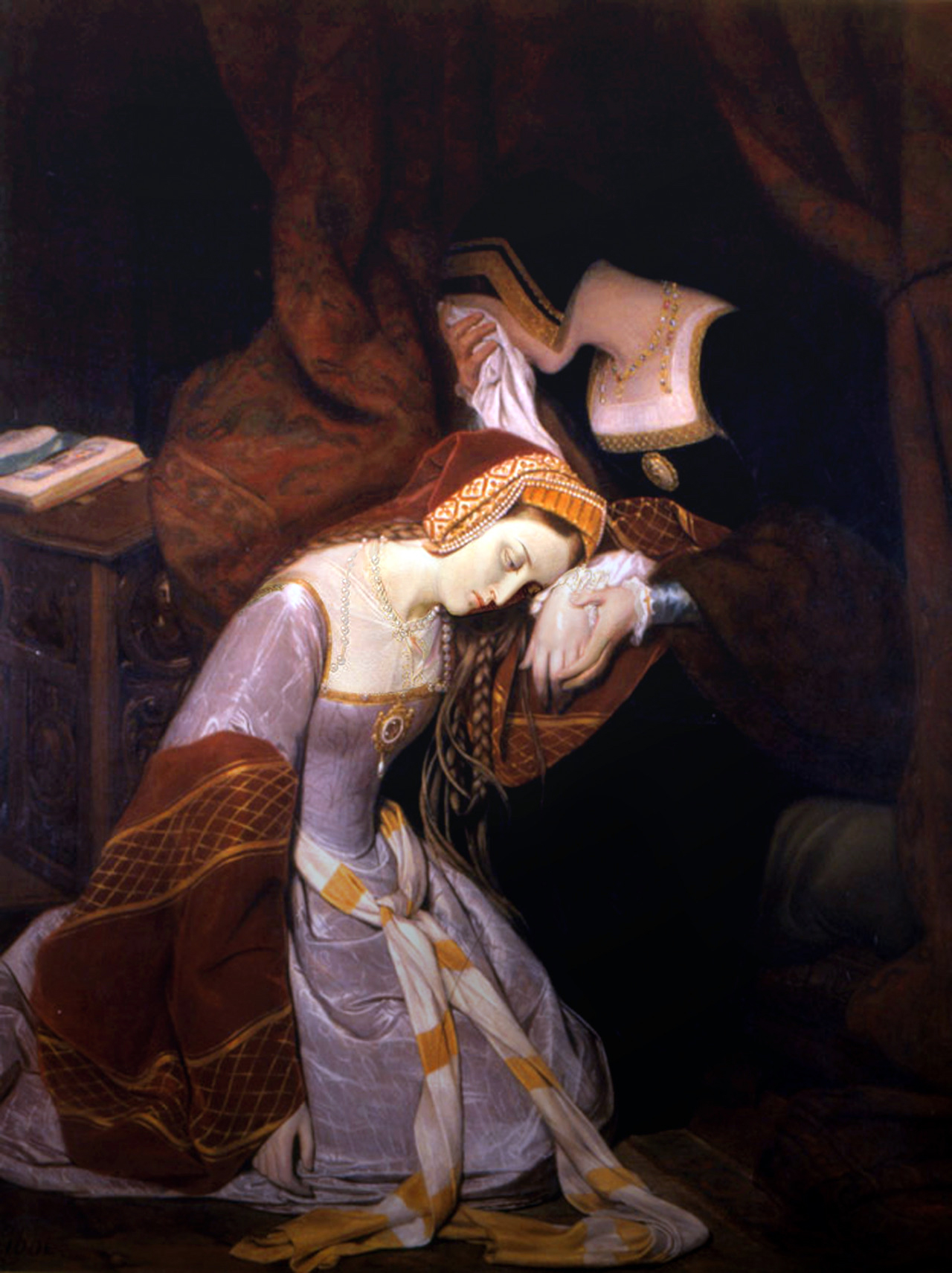
Анна Болейн у Лондонському Тауері (Едуард Сібо)

Обвинувачених визнали винними та засудили до страти. Джорджа Болейна та інших обвинувачених було страчено 17 травня 1536 року. Вільям Кінгстон, коннетабль Тауера, повідомив, що Анна виглядала дуже щасливою та готовою закінчити життя. Генріх замінив вирок Анни зі спалення на обезголовлення і замість того, щоб відрубати голову королеві звичайною сокирою, він привіз досвідченого фехтувальника з Сент-Омера у Франції, щоб виконати страту за допомогою меча.
Вважалося, що анонімний рукопис поеми «O Death Rock Me Sleep» (О смерте, дай мені заснути), який потрапив у власність плідного письменника XVIII століття Джона Гокінса і який зараз знаходиться в Британському музеї, належить до «часів Генріха VIII». На основі цієї слабкої передумови Гокінс припустив, що письменницею «дуже імовірно» була Анна Болейн, яка писала її після засудження. «Осквернене ім'я моє», подібний лямент, також приписується Анні. За словами біографа Айвза, Анна не могла створити жодних подібних записів, перебуваючи під пильною увагою дам, які наглядали за нею в Тауері. Мері Джойнер з Королівської музичної асоціації вивчила документи і дійшла висновку, що атрибуція, хоч і поширена, є не більше, ніж «неймовірною […] легендою».

Вранці 19 травня Кінгстон написав:
Сьогодні вранці вона послала за мною, щоб я міг бути з нею в той час, коли вона прийме доброго Господа, що я маю почути, як вона говорить, щоб завжди було ясно, що вона торкається її невинності. Написавши це, вона послала по мене, а коли я прийшов, сказала: «Містер Кінгстон, я чула, що я помру не раніше полудня, тому мені дуже шкода, бо я вважала, що вже померла в цей час і що мій біль минув». Я сказав їй, що не мало бути боляче, цього було мало. А потім вона сказала: «Я чула, що кат дуже добрий і що в мене маленька шия», — а потім обхопила шию руками, щиро засміявшись. Я бачив багатьох страчених чоловіків, а також жінок, і вони були у великому горі і, наскільки мені відомо, ця жінка дуже раділа смерті. Сер, її міщанин, був постійно з нею, і так було з другої години після півночі…
Незадовго до світанку вона покликала Кінгстона, щоб послухати з нею месу, і присягнулася в його присутності на вічне спасіння своєї душі на Святих Таїнствах, що ніколи не була невірною королю. Цю клятву вона ритуально повторила безпосередньо перед і після прийняття таїнства Святого Причастя. Вранці в п'ятницю, 19 травня, Анну відвели на ешафот, встановлений на північній стороні Білої вежі. На ній була червона спідниця під вільною темно-сірою сукнею з штофа, оздобленою хутром і мантією з горностая. У супроводі двох служниць Анна зробила останню прогулянку від Будинку королеви до ешафоту, демонструючи «диявольський дух», і виглядала «такою веселою, ніби вона не збиралася помирати». Анна піднялася на ешафот і звернулася до натовпу з короткою промовою:
Люди, добрі християни, […] я прийшла сюди, щоб померти, бо із законом і за законом, я засуджена до смерті, і тому я нічого не буду говорити проти цього. Я прийшла сюди, ані щоб когось звинувачувати, ані говорити про те, у чому мене звинувачують і засуджують до смерті, але я молюся, щоб Бог врятував короля і послав йому довге царювання над вами, бо король завжди був ніжнішим і милосерднішим, і для мене він завжди був добрим, ніжним і суверенним лордом. І якщо хтось буде втручатися в мою справу, я вимагаю, щоб він судив найкращого. І тому я прощаюся зі світом і з вами всіма, і я щиро бажаю, щоб ви всі молилися за мене. Господи, помилуй мене, Богу віддаю душу мою.
Вважається, що Анна уникала критики Генріха, щоб врятувати Єлизавету та її сім'ю від подальших наслідків, але навіть під таким сильним тиском Анна не зізналася в провині, а навіть тонко натякала на свою невинуватість у своєму зверненні до тих, хто міг «втрутитися в мою справу».

### Смерть і поховання

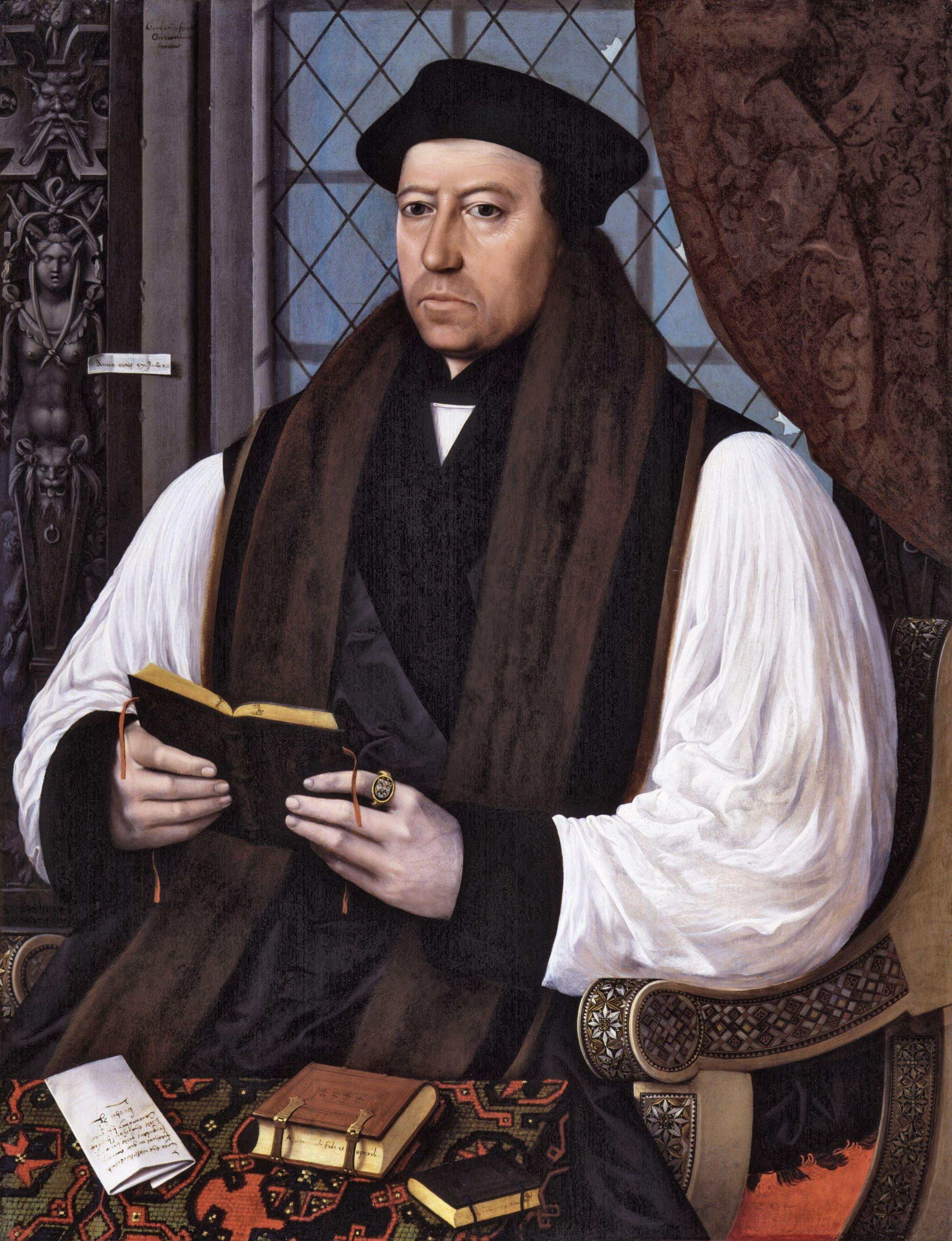
Томас Кранмер, який був єдиним прихильником Анни в раді

Мантію з горностая зняли, Анна зняла головний убір, заправивши волосся у зачіску. Після короткого прощання зі своїми заплаканими дамами та прохання про молитви вона стала навколішки, а одна з її дам зав'язала їй очі. Вона стояла навколішках прямо, у французькому стилі обезголовлювання. Її остання молитва полягала в тому, що вона постійно повторювала: «Ісусе, прийми мою душу, Господи Боже, змилуйся над моєю душею».

Страта була виконана одним ударом. Її свідком був Томас Кромвель, позашлюбний син короля Генрі Фіц-Рой, лорд-мер Лондона, а також олдермени, шерифи та представники різних ремісничих гільдій. Більшість королівської ради також була присутня. Повідомлялося, що Кранмер, який був у Ламбетському палаці, розплакався після того, як сказав Олександру Алезу: «Та, яка була королевою Англії на землі, сьогодні стане королевою на небі». Коли вперше висунули звинувачення проти Анни, Кранмер висловив Генріху своє здивування та переконання, що «…вона не має бути винною».

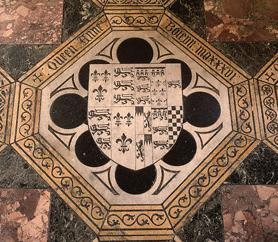
Надгробна плита Анни Болейн

Кранмер почувався вразливим через свою близькість до королеви; в ніч перед стратою він оголосив шлюб Генріха з Анною недійсним, як із Катериною до цього. Він не робив серйозних спроб врятувати життя Анни, хоча деякі джерела описують, що він підготував її до смерті, вислухавши її останню приватну сповідь у гріхах, у якій вона заявила про свою невинуватість перед Богом. У день її смерті товариш Кранмера знайшов його, коли той нестримно плакав у своєму лондонському саду, сказавши, що він упевнений, що Анна тепер пішла на небеса.
Анну Болейн поховали в безіменній могилі в каплиці Святого Петра ад Вінкула. Її скелет було ідентифіковано під час ремонту каплиці в 1876 році, під час правління королеви Вікторії, а її могилу тепер можно легко знайти за підписом на мурмуровій підлозі.

## Визнання та спадок
Ніколас Сандер, католицький рекузант, народжений бл. 1530 р., мав намір скинути Єлизавету і відновити католицтво в Англії. У своїй праці «De Origine ac Progressu schismatis Anglicani» (Підйом і зростання англіканської схизми), опублікованій у 1585 році, він був першим, хто написав, що Анна мала шість пальців на правій руці. Оскільки фізичні деформації зазвичай тлумачилися як ознака зла, малоймовірно, що Анна Болейн привернула б романтичну увагу Генріха, якби вони були в неї. Під час ексгумації в 1876 році жодних аномалій виявлено не було. Її статура була описана як витончена, приблизно 5 футів 3 дюйми (160 см), «…кістки кистей і ніг вказували на тонкі і добре сформовані руки і ноги, із звуженими пальцями і вузькою стопою».

Анну Болейн описували сучасники як розумну та обдаровану в музиці та науці. Вона також була вольовою і гордою, і часто сварилася з Генріхом. Біограф Ерік Айвз оцінює очевидні протиріччя в образі Анни:
Нам вона здається непослідовною — релігійною, але агресивною, розважливою, але емоційною, з легким дотиком придворної, але міцною рукою політикині, — але чи такою вона була, чи це просто те, що ми намагаємося побачити крізь непрозорість доказів? Що стосується її внутрішнього життя, якщо не брати до уваги всі матеріали, доступні нам, ми ніколи не дізнаємося правду. І все ж те, що приходить до нас через століття, — це враження про людину, яка дивним чином приваблює людей початку 21-го століття: жінка сама по собі — сприймається на власних умовах у світі чоловіків; жінка, яка використовувала свою освіту, свій стиль і свою присутність, щоб переважити недоліки своєї статі; не має яскравої зовнішності, але завойовує двір і короля штурмом. Мабуть, зрештою, ближча за все оцінка Томаса Кромвеля: розум, дух і відвага.
Сучасних портретів Анни Болейн не збереглося. У 1534 році її бюст був відлитий на пам'ятному медальйоні, який, як вважають, був вибитий на честь її другої вагітності.
Після коронації її доньки у ролі королеви, Анну вшановували як мученицю та героїню англійської Реформації, зокрема через твори Джона Фокса, який стверджував, що Анна врятувала Англію від зла Римського католицизму і що Бог дав докази її невинуватості і чесноти, переконавшись, що її дочка Єлизавета I зійшла на трон. Прикладом прямого впливу Болейн на реформовану церкву є те, що Олександр Алес описував королеві Єлизаветі як «…євангельських єпископів, яких ваша свята мати призначила з-поміж тих учених, які віддавали перевагу чистішій доктрині».
Протягом століть Анна Болейн надихала чи згадувалася в численних мистецьких і культурних творах. В результаті вона залишилася в загальній пам'яті і була названа «найвпливовішою та найважливішою королевою-консортом, яку коли-небудь мала Англія».

## Титули

Герб Анни Болейн

- Її Величність Королева Англії (1536—1537).

## Зовнішній вигляд і портрети

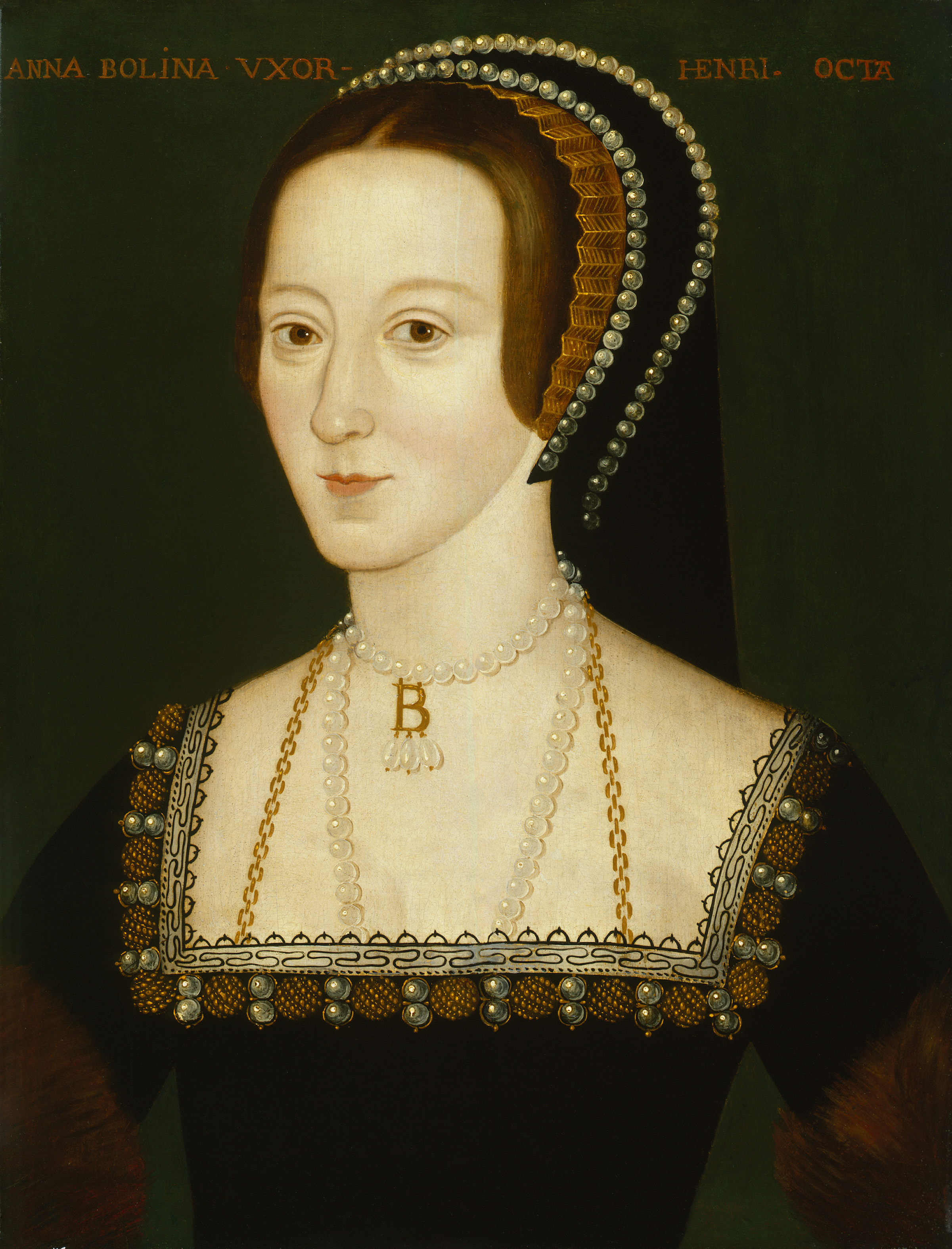
Копія втраченого оригіналу в Національній портретній галереї, Лондон

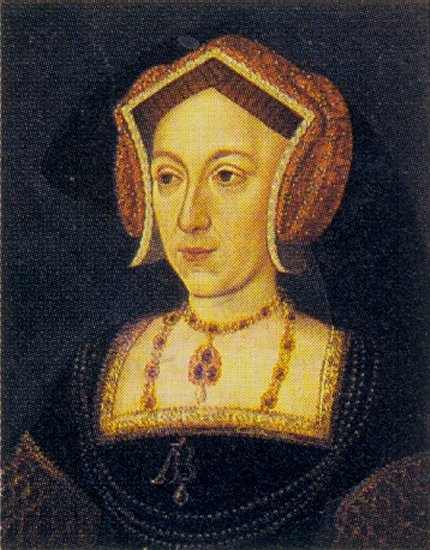
Портрет Нідда Голла. Наразі невідомо, зображена на ньому Анна Болейн чи хтось інша

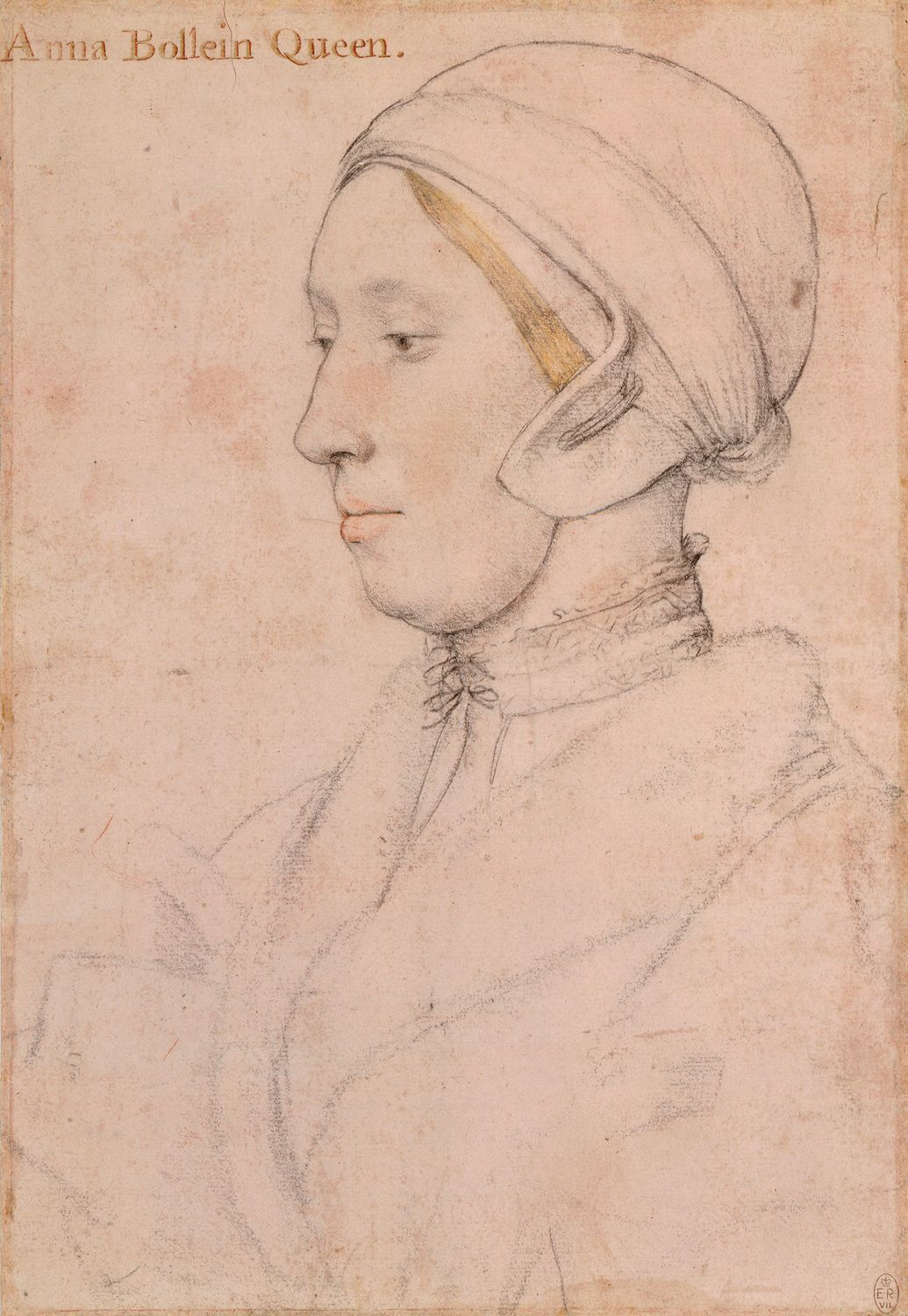
Ескіз, на якому написане ім'я Анни Болейн

Зовнішність Анни Болейн багато обговорювалася істориками, оскільки всі її портрети були знищені за наказом Генріха VIII, який хотів викреслити її з історії. Багато збережених її зображень можуть бути копіями втраченого оригіналу, який, очевидно, існував аж до 1773 року. Один з небагатьох сучасних образів Болейн було зображено на медалі під назвою «Медаль Муста Хаппі», яка була викарбувана в 1536 році, ймовірно, на честь святкувати її вагітності, яка сталася приблизно в той час. Іншим можливим портретом Анни був секретний медальйон, яким володіла її донька Єлизавета I і який був знятий з одного з її пальців після її смерті в 1603 році.
Інший можливий портрет Болейн був виявлений у 2015 році художником Ніддом Голлом. Деякі вчені вважають, що на ньому зображена Анна, тому що він більше нагадує медаль 1536 року, ніж будь-яке інше зображення. Однак інші вважають, що насправді це портрет її наступниці Джейн Сеймур.

### Ескізи Гольбейна

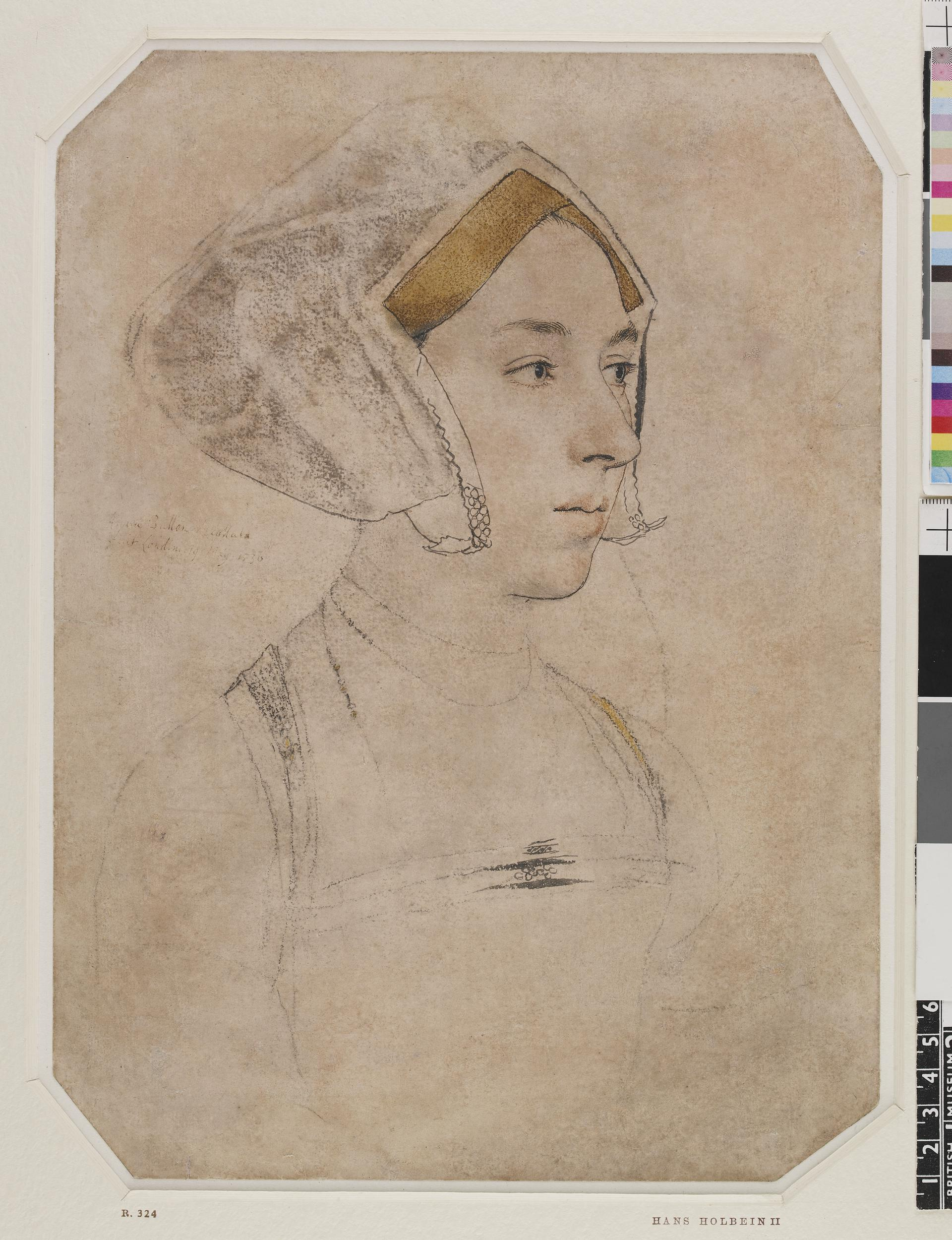
Один із ескізів Гольабейна, на якому скоріше за все зображена Анна Болейн

Ганс Гольбейн спочатку написав портрет Анни, а також зробив ескіз за її життя. Історики та люди, які знали її, зберегли два начерки Анни Болейн. Більшість вчених вважають, що Анна не може бути однією з двох, оскільки портрети не схожі один на одного, тоді як інші вважають, що вони дійсно показують одну жінку, але в одному етюді вона вагітна, а в іншому — ні.
Анну Болейн вважали геніальною, чарівною, енергійною, елегантною, відвертою та витонченою, з гострим розумом і жвавою, самовпевненою та пристрасною особистістю. У молоді роки її зображували «милою та життєрадісною», яка насолоджувалася іграми в карти та кості, питтям вина, французькою кухнею, фліртом, азартними іграми, плітками та гарними жартами. Вона захоплювалася стрільбою з лука, соколиним полюванням, а іноді і грою «в миски». Також у неї був гострий язик і жахлива вдача.
Анна справляла сильне враження на тих, хто її зустрічали. Думки щодо її привабливості розходилися. Венеціанець Маріно Сануто, який писав щоденники, побачивши Анну під час зустрічі Генріха VIII з Франциском I у Кале в жовтні 1532 року, описав її як «…не одну з найкрасивіших жінок у світі; вона середнього зросту, смаглява, має довгу шию, широкий рот, живіт мало піднятий… очі чорні та гарні». Саймон Ґріне написав Мартину Буцеру у вересні 1531 року, що Анна була «…молодою, гарною на вигляд і з обличчям досить темного кольору». Ланселот де Карле назвав її «красунею з елегантною фігурою», а венеціанець у Парижі в 1528 році також повідомив, що вона була красивою.

Найвпливовіший опис Анни, але й найменш надійний, написав католицький пропагандист і полеміст Ніколас Сандер у 1586 році, через півстоліття після смерті Анни. Оскільки Сандер вважав Анну Болейн відповідальною за відмову Генріха VIII від католицької церкви, він прагнув демонізувати її.
Анна Болейн була досить високої статури, з чорним волоссям і овальним обличчям із жовтуватим відтінком, ніби хворим на жовтяницю. Кажуть, у неї під верхньою губою виступав зуб, а на правій руці шість пальців. Під підборіддям був великий жировик і тому, щоб приховати його потворність, вона одягла високу сукню, що закривала горло […] Вона мала гарний вигляд, з гарним ротом.
Опис Сандера сприяв тому, що Айвз називає «легендою про чудовисько» Анну Болейн. Хоча його дані були вигаданими, вони стали основою для згадок про зовнішність Анни навіть у деяких сучасних підручниках.

## Віра і духовність
Через раннє знайомство Анни з придворним життям вона мала сильний вплив свого оточення протягом більшої частини свого життя. Спочатку це були переважно жінки, які займалися мистецтвом, історією та релігією. Ерік Айвз описав жінок навколо Анни як «жінок-аристократок, які шукають духовного задоволення». Серед них королева Клавдія, до двору якої належала Анна, і Маргарита Наваррська, відома постать епохи Відродження, яка дотримувалася сильних релігійних поглядів, котрі висловлювала через поезію. Ці жінки разом із найближчими родичами Анни, такими як її батько, могли мати великий вплив на особисту віру самої Болейн.
Досвід Анни у Франції зробив її відданою християнкою в новій традиції гуманізму епохи Відродження. Анна трохи знала латину і, отримавши освіту при французькому дворі, зазнала впливу «євангельського різновиду французького гуманізму», який спонукав її відстоювати народну мову Біблії. Пізніше вона дотримувалася реформістської позиції, згідно з якою папство має руйнівний вплив на християнство, але її консервативні тенденції можна було побачити в її відданості Діві Марії. Європейська освіта Анни закінчилася в 1521 році, коли її батько викликав її назад до Англії. Вона відпливла з Кале в січні 1522 року.
Ще один ключ до особистої віри Анни можна знайти в її часослові, в якому вона написала «le temps viendra» («прийде час»). Поруч із цим написом вона намалювала армілярну сферу, емблему (яку також використовувала її донька Єлизавета), що символізує споглядання небесної мудрості.
Джон Фокс, мартиролог, включив Анну Болейн у свою книгу «Книга мучеників Фокса», стверджуючи, що вона була доброю жінкою, яка мала щиру віру та довіру до свого Бога. Фокс також вважав, що ознакою добросовісності Анни було Боже благословення її доньки Єлизавети I і те, що Бог дозволив Єлизаветі процвітати як королеві.

## Легенди
Протягом століть існувало багато легенд та історій про Анну Болейн. Одна з них полягає в тому, що її таємно поховали в церкві Салле в Норфолку під чорною плитою біля гробниць її предків. Кажуть, що її тіло спочивало в церкві Ессекса під час подорожі до Норфолка. Інша — її серце, на її прохання, було поховано в церкві Ервартон, Саффолк, її дядьком, сером Філіпом Паркером.
У 18-му столітті на Сицилії жителі села Ніколозі вірили, що Анна Болейн за те, що зробила Генріха VIII єретиком, була засуджена до вічного горіння всередині гори Етна. Цю легенду часто розповідали іноземним мандрівникам.
Кілька людей стверджували, що бачили привид Анни в замку Хевер, Бліклінг-Холл, Церкві Салле, Лондонському Тауері та Марвелл-Холлі. Одну з розповідей про її відоме спостереження надав дослідник паранормальних явищ Ганс Хольцер. У 1864 році капітан (пізніше генерал-майор) Дж. Д. Дундас з 60-го стрілецького полку був розквартирований у Лондонському Тауері. Дивлячись у вікно своєї камери, він помітив внизу, на подвір'ї, навпроти камери, де була ув'язнена Анна, охоронця, який поводився дивно. Він кидав виклик чомусь, що для Дандаса «виглядало як біла жіноча фігура, що ковзає до солдата». Охоронець прорвався через форму багнетом, а потім знепритомнів. Що цікаво, лише свідчення капітана та підтвердження на військовому суді врятували охоронця від тривалого ув'язнення за те, що він знепритомнів під час чергування.

## Діти
Усього протягом шлюбу з Генріхом VIII Анна була вагітна чотири рази:
1. Єлизавета I (нар. 7 вересня 1533 — 24 березня 1603) — королева Англії та Ірландії між 1558 та 1603 роками. За час її правління, особливо завдяки перемозі над Іспанською Армадою, Англія перетворилася з другорядної держави на периферії Європи на володарку морських просторів. Вважається національною героїнею Англії.
2. Син (нар. 24 грудня 1534) — народився мертвим.
3. Син (1535) — викидень.
4. Викидень (нар. 29 січня 1536) — стався на третьому з половиною місяці вагітності.

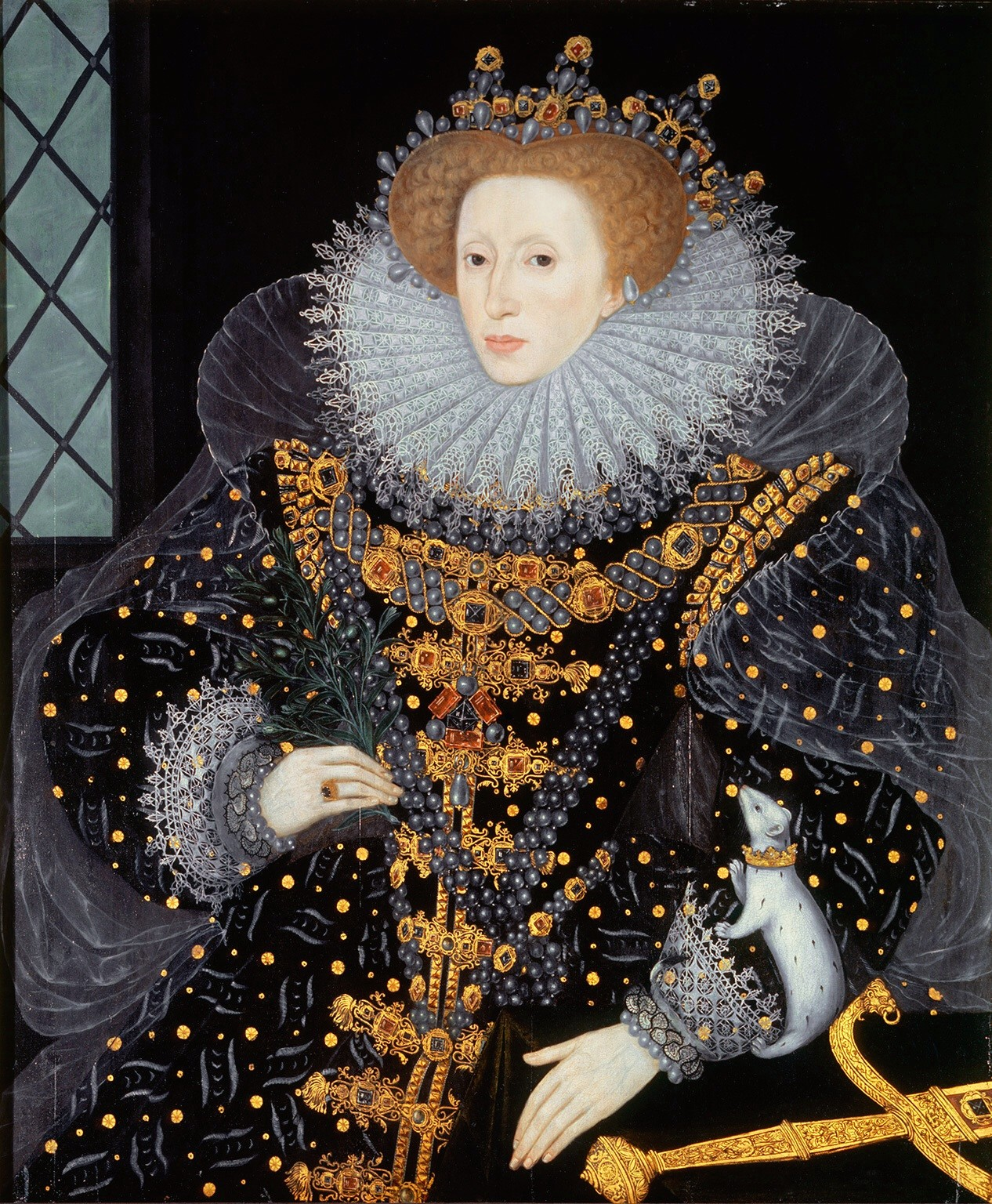
1 'Єлизавета I (1533-1603)

## Кінообрази
- Генні Портен у фільмі «Анна Болейн» (1920)
- Мерль Оберон у фільмі «Приватне життя Генріха VIII» (1933)
- Женев'єв Б'южо у фільмі «Анна на тисячу днів» (1969)
- Дороті Тутін у серіалі «Шість дружин Генріха VIII» (1970)
- Шарлотта Ремплінґ у фільмі «Генріх VIII та його шість дружин» (1972)
- Гелена Бонем Картер у серіалі «Генріх VIII» (2003)
- Наталі Дормер у серіалі «Тюдори» (2007-2009)
- Наталі Портман у фільмі «Ще одна з роду Болейн» (2008)
- Аліс Ноукс у серіалі «Іспанська принцеса» (2019-2020)
- Джоді Тьорнер-Сміт у серіалі «Анна Болейн» (2021)
- Емі Джеймс-Келлі у серіалі «Секс, кров, монархія» (2022)